# 알혼족
알혼족(박트리아어: αλχον(ν)ο 알혼/알한), 또는 알혼 훈족은 4세기부터 6세기까지 중앙아시아와 남아시아에 국가를 세운 유목민이었다. 그들은 파로파미사다이에 위치한 것으로 처음 언급되었고 나중에 남동쪽으로 확장되어 펀자브와 인도 중부, 에란과 카우샴비까지 확장하였다. 알혼의 인도 아대륙 침공은 그들보다 약 100년 앞서 있었던 키다라 훈족을 근절하고 굽타 제국의 몰락에 기여했으며, 어떤 의미에서 고전기 인도의 종말을 가져왔다.
후나족에 의한 인도의 침략은 BC 2세기의 야바나(인도-그리스), AD 2세기의 사카(인도-스키타이), AD 3세기의 팔라바(인도-파르티아) 및 쿠샤나(월지)에 의한 인도 아대륙 침략의 연장이었고, 그들이 세운 알혼 제국은 중앙아시아와 남아시아에 세워진 네 개의 후나족 국가 중 세 번째 제국이었다. 알혼은 키다라 다음에 출현하고 박트리아의 에프탈과 힌두쿠시의 네자크 훈에 의해 계승되었다. 알혼 왕들의 이름은 광범위한 주화, 불교 기록, 인도 아대륙 전역에 새겨진 여러 기념 비문을 통해 알려져 있다.
알혼은 오랫동안 에프탈의 일부 또는 하위 분파 또는 동부 집단으로 간주되었지만 오늘날에는 별도의 독립체로 간주되는 경향이 있다.

## 이름
'알혼'이라는 이름에 대해서는 다양한 견해가 있다. 그 이름은 오직 그들의 동전과 인장의 문자에서만 등장하는데, 박트리아 문자에서는 '알혼(alkhon(n)o)' 또는 '알한(alkhan(n)o)'으로, 산스크리트어에서는 라카나(lakhāna)로 등장한다. 프란츠 그레넷(Frantz Grenet)은 페르시아의 종말론적 서적인 『Zand-i Wahman yasn』를 인용하여, 거기서 증명된 이름인 '카름 키오니테스르 시온(Karm Chionitesr Xyón)'이 사실 알혼(Alkhon(n)o)의 번역이었을 수 있다고 주장했다. 그에 따르면 첫번째 어구 '카름(karm)'은 튀르크어로 빨간색을 의미하고, 두번째 어구 '키오니테스르(Chionitesr)'는 민족 이름인 훈(Hun)을 의미한다고 한다. H.훔바흐의 더 오래된 주장에 따르면, 두번째 어구는 분명히 훈족을 의미하기는 하지만, '알(Al-)'이라는 이름은 알란족에게서 왔다고 한다.

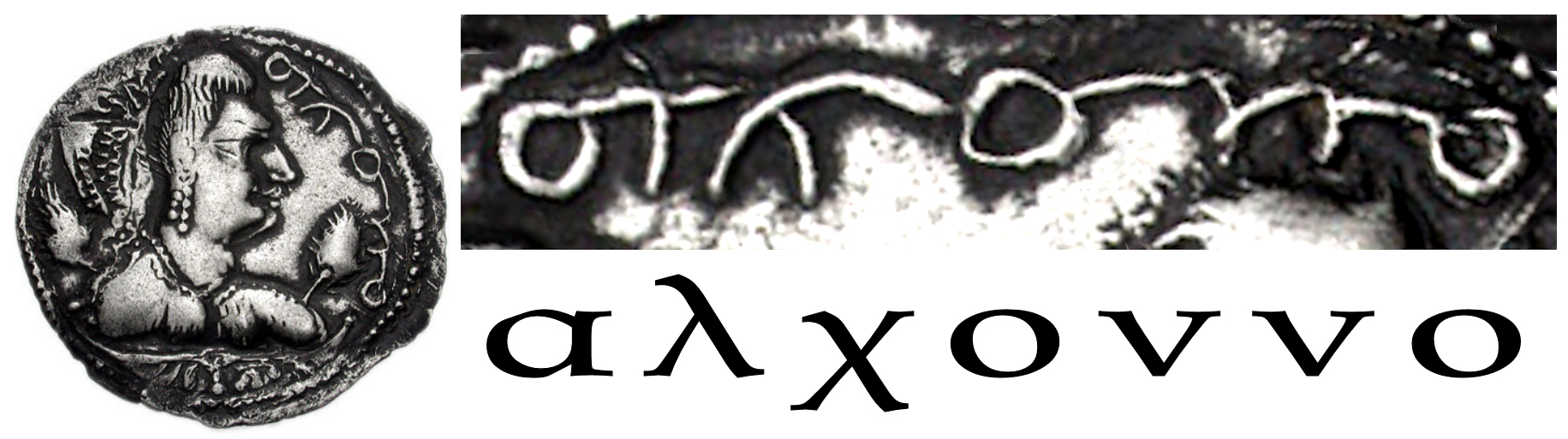
'알호노(αλχοννο)' 라는 그리스 문자가 새겨진 알혼 왕 킹길라의 동전.

한스 바커(Hans Bakker)는 '훈'에 대한 박트리아 단어 * uono(복수형 uonono)가 이미 존재하므로, -khan이나 khon이라는 단어는 '훈'이라는 민족을 포함할 가능성을 낮게 만든다고 보았다. 마찬가지로, 호다다드 레자카니(Khodadad Rezakhani)는 '알카나(Alkhana)'라는 이름이 서부 카슈미르에서 통치자를 뜻하는 명칭이라고 했으며, 이는 아마도 처음에는 개인적인 이름이었을 것이라고 주장했다. 바커는 대신 민족 명칭이 개인적인 이름으로 사용되었을 수도 있다고 주장했다. 게다가, 알혼 훈족='붉은 훈족' 이론은 알혼 훈족이 튀르크어를 사용해야 한다는 것을 전제로 하는데, 이것은 매우 논쟁거리이다. 아구스티 알레마니(Agusti Alemanny)도 마찬가지로 움바흐의 어원이 '알란 훈족'의 불충분한 증거에 의존하고 있다고 지적한다.
'알혼'이라는 이름이 그들의 동전과 인장에만 등장하므로, 알혼이 에프탈과 별개의 존재였는지에 대한 논쟁이 있다. 동시대의 인도인들은 에프탈과 알혼을 구분하지 않고, 단지 '후나족( Hūṇas)'이라고만 불렀다. 카우샴비에서 발견된, 알혼 왕 토라마나와 관련되어 있는 것으로 추정되는 인장에는 '후나라자(Hūnarāja, 후나족의 왕)'이라는 칭호가 새겨져 있었지만, 그 진위는 의심스럽다. 토라마나는 인도 중부의 리스탈 비문에서 후나( Hūṇā)로 묘사되기도 한다.
후나족은 동시대의 페르시아 문헌에서 Xwn, Xiyon 및 이와 유사한 이름으로 알려진 민족들이었던 것으로 보이며, 조금 더 후에 로마에서는 Xionites 또는 Chionites로 불렸다. 후나족은 종종 동시대에 유럽을 침공한 훈족과 관련이 있을지도 모른다. 따라서 '훈'이라는 단어는 사용되는 맥락에 따라 약간씩 다른 세 가지의 의미를 가진다.
1) 유럽의 훈족.
2) 인도 북부를 침공한 알혼 훈족, 또는 이들과 유사하거나 동일 민족일 수 있었던 중앙아시아의 여러 유목 부족들을 포함한 광범위한 의미의 명칭.(후나족)
3) 훈족/후나족과 관련된 부족 전체를 지칭하는 모호한 용어.
이 세 가지의 요소 중에 알혼 훈족은 본질적으로 두 번째와 세 번째 조건에 부합하여 '훈족'으로 분류되었다.

## 외모
알혼 훈족의 외모 중 두드러지는 특징은 바로 인공 두개골 변형의 결과인 길쭉한 머리인데, 이는 '그들의 정체성'을 나타내었을 수 있다. 길쭉한 머리는 알혼 훈족이 주조한 동전에 있는 통치자들의 초상화 전반에서 뚜렷하게 나타나고, 그 중 킹길라의 초상화가 유독 눈에 띄인다. 그들이 자랑스럽게 여겼던 이 길쭉한 머리는 이전의 키다라인과 같은 타 민족들과 구별되는 독특한 특징이었다. 또한 이것은 에프탈이나 키다라인들이 주조한 동전에서 확인되는 사산식 왕관과 비슷한 역할을 했을 것이다. 이 풍습은 스텝 지역의 다른 민족들(특히 훈족) 사이에서도 알려져 있었으며, 나중에 그들이 서쪽으로 이동하면서 유럽까지 알려졌다.
또 다른 풍습으로는 수염이 없는 얼굴이 있는데, 이 또한 사산 제국이 주조한 동전에서 확인되는 풍성한 수염을 가진 사산 황제들과 분명히 대조적인 점이다.
이러한 풍습(길쭉한 머리, 수염없는 얼굴)은 이란 신화 속의 영웅 로스탐을 표현한 7세기 판지센트 벽화에서 확인되듯이, 알혼 훈족 뿐만 아니라 당시 중앙아시아 유목 부족들 대부분에게 유행했던 것으로 보인다.

## 상징성
알혼 훈족이 그들의 정체성을 확인하고 이전의 키다라인과 스스로를 차별화하기 위해 선택한 또 다른 방법 중 하나는, 동전과 인장에 주기적으로 그들의 상징, 즉 탐가()를 새겨넣는 것이었다.

## 역사

### 박트리아 침공(370년)
샤푸르 2세의 통치 기간 동안, 사산 제국과 쿠샨-사산인들은 박트리아의 지배권을 점차 상실하기 시작했고, 그 자리는 중앙아시아에서 온 침략자들로 대체되었다. 그중 가장 먼저 두각을 드러낸 것은 335년에 도착한 키다라족이었고, 그 후 370년 경에는 알혼 훈족, 그리고 마지막으로 450년 무렵에 에프탈이 출현했다.
샤푸르 2세 치하의 사산 제국과 중앙아시아에서 온 유목민 집단들 사이의 초기 대립은 로마의 역사가 암미아누스 마르켈리누스에 의해 묘사되었다. 그는 서기 356년에 샤푸르 2세가 동쪽 국경에서 겨울을 보냈다고 기록했다. 이에 따르면 그의 목적은 '제국과 접경한 이민족들인 유제니(Euseni?)와 쿠세니(Cuseni, 아마도 쿠샨족으로 추정)의 적대행위를 물리치는 것'이라고 한다. 마침내 358년에 사산 제국은 '모든 부족들 중에서 가장 호전적이고 지칠 줄을 모르는' 그들과 동맹 조약을 체결하였다. 이후 그룸바테스라 불리는 후나족 왕이 이끄는 군대가 아미다 공성전에서 사산 군대와 함께한 것이 확인된다. 암미아누스는 카스피해 동부 땅에서 샤푸르 2세가 후나족들과의 전투에서 승리한 것을 목격하고 묘사했을 것이다.
알혼 훈족은 370년경 박트리아를 점령하고 키다라인들을 인도 방면으로 밀어냈으며, 샤푸르 2세의 사산식 동전을 모방한 동전을 주조했다. 하지만 그들은 거기에 '알호노(αλχοννο)'라는 박트리아 문자를 추가했다.

### 카불리스탄 침공(358년)
380~385년 무렵, 알혼 훈족이 침입하여 카피사를 비롯한 카불리스탄 일대를 사산 제국으로부터 탈취해갔으며, 동시에 키다라족이 간다라를 점령했다. 때때로 알혼 훈족은 388년에 힌두쿠시 남부를 장악하고 카불을 점령했다고 한다.

### 동전
알혼 훈족은 처음에 사산식 동전을 모방하여 익명의 동전을 주조했다. 이 중 많은 동전들이 알려져 있는데, 보통 박트리아에서 발행되었으며, 사산 황제 샤푸르 2세(재위 309~379년)와 샤푸르 3세(재위 383~388년)을 모방한 흉상과 함께 사산 양식의 디자인이 얼핏 나타난다. 뒷면에는 알혼 족의 탐가와 박트리아 문자(BC 3세기 무렵 그리스-박트리아인들에 의해 이 지역에 도입된 그리스 문자를 일부 각색한 것)로 '알호노(αλχοννο)'라는 이름이 추가되었다.

### 간다라(460년)
430년 경, 가장 유명한 알혼 훈족의 통치자이자 박트리아어로 '전설(χιγγιλο)'이라는 칭호를 받은 킹길라 왕(재위 430~490년)이 등장하여, 키다라인을 몰아내고 힌두쿠시를 가로지르는 경로를 장악했다. 이는 킹길라와 메하마의 동전이 카불 남동쪽 메스 아이낙의 불교 사원에서 발견되는것으로 확인된다. 킹길라는 사산 황제 바흐람 5세와 동시대의 인물이었던 것 같다. 이 시기를 다룬 피르다우시의『샤나메』중 한 부분에는 킹길라를 '인도의 왕'이라고 묘사하고 있다.
킹길라와 함께 알혼 훈족의 통치자 중 한명인 메하마(재위 461~493년)는 사산 황제 페로즈 1세의 총독으로 격상되었고, 스스로를 '유명하고 번성한 페로즈 왕의 총독이자 남부 박트리아의 왕'으로 칭했다. 메하마는 466년에 페로즈 1세와 동맹을 맺고 키다라인들을 멸망시켰고, 페로즈 1세가 그의 형제인 호르미즈드 3세에 맞서 왕위를 차지하는 데 도움을 주었을지도 모른다. 그러나 그는 명목상으로만 사산 제국의 봉신이었을 뿐이었으며, 실제로도 그는 마음만 먹는다면 자치권이나 독립권을 취할 수 있었다.
460~470년 사이에 알혼 족은 간다라와 펀자브 지역을 점령하고 굽타 제국을 인도 동부로 밀어냈다. 그러나 그들은 에프탈의 확장과 키다라의 멸망에 따른 공백 지역을 단순히 차지했을 수도 있다. 확실한 것은 알혼 훈족이 이 지역을 정복한 이후 키다라인의 북인도 통치가 완전히 종식되었다는 것이다.
현재 대영박물관에 소장되어 있는, 간다라에서 발견된 이른바 '에프탈 은그릇'과 더불어 수많은 증거들이 키다라인과 알혼인들 사이에 평화로운 공존의 시기가 있었음을 증명한다.
알혼족은 당시 간다라 지역의 학문 중심지였던 탁실라의 불교 사원과 스투파를 모조리 파괴해버렸는데, 이는 수십년이 지난 뒤에도 회복되지 않았다. 이 지역에서 발견된 거의 모든 알혼 동전들이 불타버린 사원 폐허에서 발견되면서 이 파괴 행위가 입증되었다. 한편 이러한 파괴적인 야만인들의 침략 물결 동안 일부 지역 통치자들은 격렬하게 저항했고, 그 과정에서 알혼 족의 일부가 사망했을 것이다. 고대에 가장 유명하고 높은 불교 건축물 중 하나였던 카니슈카 스투파는 서기 460년 무렵 그 지역을 침략한 알혼인들에 의해 파괴되었다. 펀자브의 마니칼라 스투파 또한 이 기간에 파괴되었을 수 있다.
5세기부터 알혼 훈족은 제국을 공동 통치하는 몇몇 왕들의 지도 아래 인도 북서부를 침략하기 시작했다. 비타리 기둥 비문에 따르면, 굽타 황제 스칸다굽타는 456년에서 457년 사이에 이름이 불분명한 후나족의 통치자와 싸워서 이겼다고 한다.

### 신드

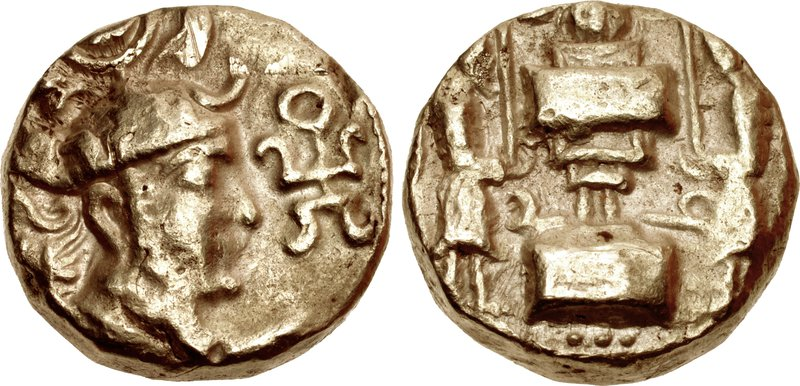
5세기 무렵에 주조된, 이름이 불분명한 훈족 족장을 묘사한 신드 동전.

서기 480년경부터 알혼 훈족이 인더스 강 하구와 물탄 사이에 있는 신드 지역을 점령했다는 주장이 있는데, 이는 신드 지역에서 주조되는 사산식 동전에 태양 상징물이나 후나족의 탐가가 새겨지기 시작했기 때문이다. 이 잘 알려지지 않은 동전들은 대부분 '에프탈'의 침입의 산물로 묘사된다. 실제로 이 무렵 신드산 동전의 품질이 이전에 주조되었던 사산식 동전보다 훨씬 저하되었으며, 금 함유량 또한 상당히 감소된 것으로 나타났다.

#### 의외의 기여
바카타카 제국의 통치자 하리세나가 아잔타 석굴을 축조할 무렵, 후나인들은 서부 데칸 지역의 입구인 말와 지역을 지배하고 있었다. 후나족은 인도 북서부의 광대한 지역을 장악함으로써, 간다라 지역과 서부 데칸 지역 사이에 문화를 전달해주는 다리 역할을 했을지도 모른다. 아잔타 석굴과 피탈코라 석굴의 많은 장식품들이 주름이 풍부한 의복과 섬세하면서도 현실적인 인체묘사 등 간다라 양식으로 표현된 것이 확인된다.

### 제1차 훈족 전쟁: 중부 인도
제 1차 훈족 전쟁(495~515)에서 알혼 훈족은 최대 영토 범위에 도달했으며, 알혼 왕 토라마나는 인도 영토 깊숙히 밀고 들어가 인도 중부의 구자라트와 마디아프라데시까지 도달하여 궁극적으로 굽타 제국의 몰락에 기여했다. 알혼 훈족은 남쪽으로는 적어도 구자라트 북부, 그리고 아마도 바루카차 항구까지 침략했다.
한편 동쪽으로는 중앙 인도를 넘어 훨씬 멀리까지, 토라마나의 이름이 새겨진 인장이 발견된 카우샴비까지 침략했을 것이다. 카우샴비는 아마도 그들이 말와를 점령하기 전인 497~500년 즈음에 약탈되었다. 특히 카우샴비에 있는 고시타라마 수도원은 토라마나에 의해 파괴된 것으로 추정된다. 이후 토라마나의 아들 미히라쿨라를 묘사한 인장이 카우샴비에서 또다시 발견되었는데, 이는 굽타 황제 붓다굽타 또는 그의 후계자 나라심하굽타의 통치 기간에 제작되었을 것이다.

#### 에란 전투(510년)
말와에서 훈족과 굽타 군대 간의 결정적인 전투가 벌어졌는데, 아마도 굽타 군대는 그 지역의 현지 굽타 총독이었던 바누굽타가 지휘하고 있었다. 바누굽타는 비문에서 그의 군대가 서기 510년 에란 전투에서 심각한 인명 피해를 입었다고 보고했다. 비문의 내용과 실제 역사적 사실을 고려해보면, 아마도 에란 전투에서 바누굽타는 토라마나가 이끄는 훈족 군대에게 패배했을 것이고, 굽타 제국의 서부 지역인 말와가 통째로 후나족에게 넘어갔다.

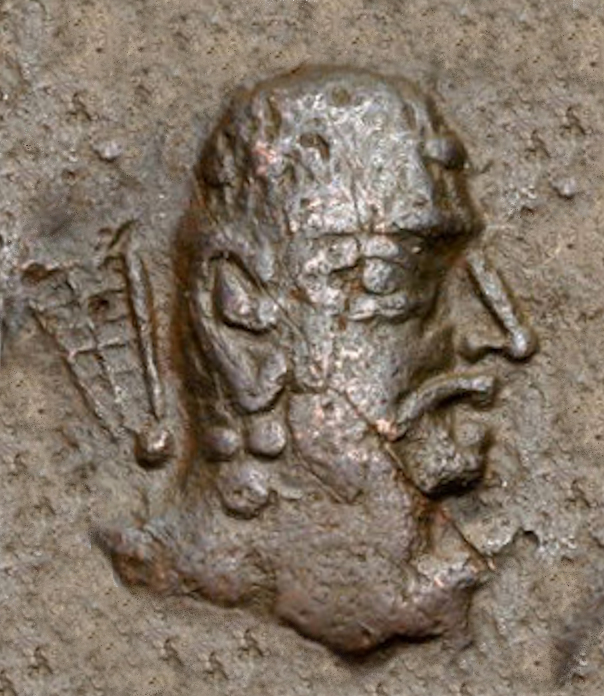
알혼 왕 토라마나의 초상화. 그는 카우샴비를 약탈하고 말와를 점령했다.

6세기 경의 불교 작품인 『대방광보살장문수사리근본의궤경(大方廣菩薩藏文殊師利根本儀軌經)』, 산스크리트어: Āryamañjuśrīmūlakalpa)에 따르면, 바누굽타는 마가다로 정복을 계속한 '수드라' 토라마나에게 말와를 상실했고, 후계자인 나라심하굽타 발라디티야는 벵골 지역으로 후퇴해야 했다고 한다. 또한 토라마나는 '웅장한 위용과 위대한 군대를 지닌' 가우다(오늘날 벵골)의 성지를 정복했으며, 나라심하굽타의 아들로 추측되는 프라카타디야(Prakataditya)라는 이름의 새로운 왕을 바라나시에서 즉위시켰다고 한다.
토라마나가 굽타 제국으로부터 말와를 빼앗고 그의 영토에 추가한 역사적 사실은, 에란 지역의 비문에 언급되어 그 지역에 대한 그의 통치를 확인시켰다. 그의 첫 번째 섭정 연도에 만들어진 에란 맷돼지 비문은 말와 동부가 그의 지배 하에 들어왔음을 나타낸다. 이 비문은 맷돼지의 목 부분에 브라흐미 문자로 새겨져 있는데, 그 중 토라마나가 '마하라자디라자(황제)'라고 소개되는 비문의 첫 줄에는 다음과 같이 적혀 있다:
화려함과 광채로 세상을 다스리는 왕 토라마나의 한 해...— 에란 맷돼지 비문 중 일부

굽타 양식으로 주조된 금화에서 토라마나는 자신을 다음과 같이 표현했다:
Avanipati Torama(no) vijitya vasudham divam jayati
지구를 정복한 토라마나, 지상의 군주가 천국을 이긴다.— 토라마나 금화의 문구

알혼 훈족이 은화나 구리화 외에 금화를 주조하고 발행했다는 것은 인도에 있던 그들의 제국이 상당히 부유하고 강력했음을 암시하는 증거가 될 수 있다.

### 첫번째 패배(515년)
토라마나는 마침내 현지 인도 통치자들에게 패배했다. 때때로 지역 통치자였던 바누굽타가 토라마나가 이끄는 훈족 군대를 격파한 것으로 여겨지기도 하는데, 왜냐하면 에란에서 그가 '위대한 전투'에 참여한 것을 기록한 서기 510년의 비문이 이러한 해석이 가능할 정도로 내용이 대단히 모호하기 때문이다. 그 '위대한 전투'에 대한 기록은 구체적이지 않고, 어느쪽이 승리했는지 알 수 없으며 해석도 다양하다. 라다 쿠무드 무케르지(Radha kumud Mukherjee)는 에란 비문과 『대방광보살장문수사리근본의궤경』등을 근거로 하여 바누굽타가 510년 에란 전투에서 토라마나에게 패배했으며, 그 시점에 서부 굽타 지방(말와)이 후나족에게 잠식당했기 때문에 토라마나가 에란 맷돼지 비문에 언급될 수 있다고 보았다.
어쨋든, 토라마나는 에란 전투 이후 그 지역의 지배자로서 군림했으며, 그 후 말와 아울리카라 왕조의 인도 통치자에게 확실하게 패배했다. 1983년에 발견된 리스탈 석판 비문에 따르면, 아울리카라 왕조의 프라카샤다르마라는 왕이 515년에 토라마나를 물리쳤다고 한다. 따라서 결과적으로 보았을 때 제1차 훈족 전쟁은 후나족의 패배로 끝났고, 알혼인들은 펀자브 지역으로 후퇴했다. 『대방광보살장문수사리근본의궤경』은 토라마나가 나라심하굽타와의 전투에서 서쪽으로 후퇴하던 중 바라나시에서 사망했다고만 기술하고 있다.

### 제2차 훈족 전쟁: 말와의 부상과 후나족의 퇴각

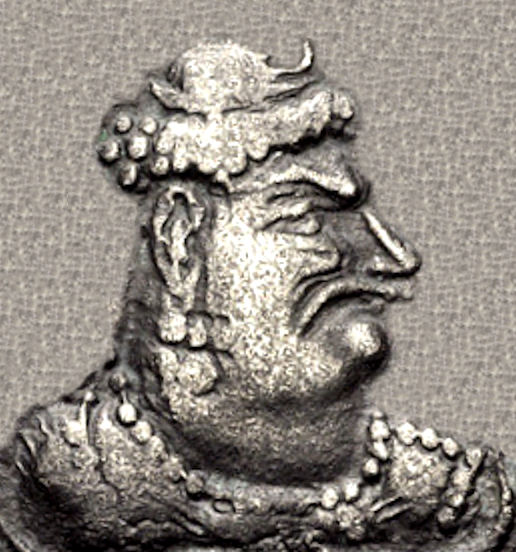
미히라쿨라의 동전 초상화. 그는 마침내 528년 말와 왕 야소다르만에게 패배했다.

520년, 중국의 승려 송운(宋雲)은 토라마나의 아들인 알혼 왕 미히라쿨라가 국경에 주둔하고 있다고 기록했다. 중앙 인도의 괄리오르에 있는 한 비문에서, 미히라쿨라는 '지구의 군주'로 기록되어 있다. 일부 기록에 따르면 미히라쿨라는 굽타 제국의 수도 파탈리푸트라까지 침략하여 약탈을 일삼았고, 도시는 폐허로 남겨졌다고 한다. 1세기 이후 이곳을 방문한 승려 현장은 『대당서역기』에 다음과 같은 기록을 남겼다.
수백 년 전에 마혜라구라(摩醯邏矩羅)라는 왕이 있었다. 그가 이 성을 통치하면서 인도 여러 나라들의 왕이 되었다. 그는 지혜롭고 재주가 있었으며 성품은 용맹하고 장렬했다. 인근 여러 나라들 가운데 굴복하여 신하가 되지 않는 나라가 없었다.

數百年前, 有王號摩醯邏矩羅唐言大族, 都治此城, 王諸印度。有才智, 性勇烈, 鄰境諸國，莫不臣伏。— 현장 『대당서역기』4권

미히라쿨라의 파괴는 12세기에 쓰여진 산스크리트어 문헌인『Rājataraṅgiṇī』에도 기록되어 있다.
미히라쿨라, 폭력적인 행동을 취하고 죽음(Kāla)을 닮은 인물은 믈레차 무리들에 의해 점령된 땅들을 지배했다... 사람들은 그의 군대의 손이 닿는 곳에서 죽임을 당하고 있는 사람들을 먹기 위해 앞으로 날아가는 독수리, 까마귀, 그리고 다른 새들을 보고 그의 접근을 알아챘다...— Rājataraṅgiṇī 중 미히라쿨라를 설명하는 내용 일부

그러나 마침내 미히라쿨라는 528년 중앙 인도의 손다니 전투에서 말와 아울리카라 왕조의 왕 야소다르만과 굽타 황제 나라심하굽타가 이끄는 인도 연합군에게 패배했고, 그 결과 542년까지 펀자브와 북인도 영토 대부분을 상실했다. 인도 중부 Mandsaur 근처에 있는 손다니 비문에는 그들이 무력으로 후나족을 복속시켰고, 야소다르만이 무례하고 잔인한 후나족 왕으로부터 세상을 구했으며, '미히라쿨라의 머리를 숙이게 했다'라고 새겨져 있다. 손다니 비문에서 야소다르만은 자신이 이렇게 미히라쿨라 왕을 물리쳤다고 자축하고 있다.
sthāṇor anyattra yena praṇatikṛpaṇatāṃ prāpitaṃ nottamāṅgaṃyasyāśliṣṭo bhujābhyāṃ vahati himagirir durggaśabdābhimānaM nīcais tenāpi yasya praṇatibhujabalāvarjjanakliṣṭamūrddhnācūḍāpuṣpopahārair mmihirakulanṛpeṇārccitaṃ pādayugmaM

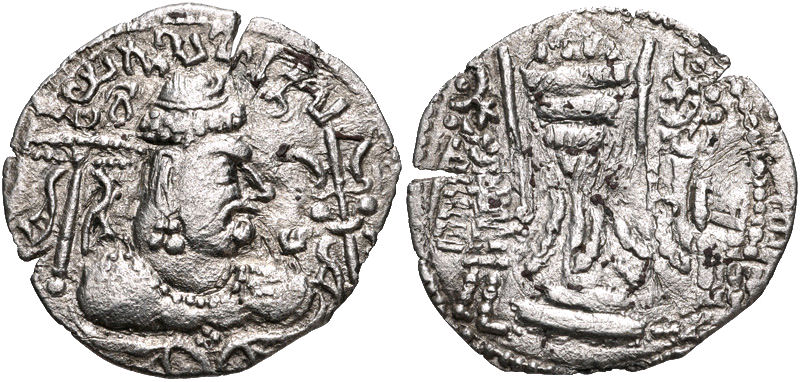
미히라쿨라는 자신의 이름으로 발행되는 주화에 인도 굽타 문자를 사용했다.
뒷면에는 왕의 초상화와 함께 굽타 문자로
_{}^{}_{},
(Ja)yatu Mihirakula
미히라쿨라에게 승리가 있기를
라고 새겨져 있었다.

다른 구원자인 Sthânu에게 경의를 표하는 겸손함에 머리를 들인 적이 없는 사람...그의 팔(Himâlaya)를 껴안음으로써, 눈으로 뒤덮인 산은 더 이상 다가가기 힘든 곳이라는 자부심을 지니지 않게 되었다. 그(야소다르만)의 두 발에 경의를 표한 사람, 머리 위에 있는 머리카락의 자물쇠에서 꽃들을 무료로 선물하고, 심지어는 그 유명한 왕 미히라쿨라가 그의 팔의 힘에 의해 아래로 고개를 숙여 이마가 고통스러워졌다.— 손다니 비문 중 일부

#### 마우카리 왕조의 승리
아디티야세나의 압사드 비문에 따르면, 원래 굽타 제국의 봉신이었던 마우카리 왕조는 이 시기에 갠지스강 도압과 마가다 지역에서 후나족과 맞서 싸웠다고 한다. 또한 비문은 후굽타 왕조의 왕들이 마우카리 왕조에 대항하여 군사적으로 큰 성공을 거두었으며, 마우카리 왕조는 후나족과의 전투에서 승리했다고 설명하고 있다.
'그 왕(쿠마라굽타)'의 아들은 유명한 다모다라굽타로, 그는 다모다라(비슈누의 367번째 이름)와 마찬가지로 적들에게 죽임을 당했다. (그들을 짓밟기 위해)후나족들의 군대를 전투에서 높이 던져버렸던 마우카리의 거대한 코끼리들의 자랑스러운 걸음거리 행렬을 깨뜨리면서, 그는 의식을 잃었다.(그리고 전사했다)— 아디티야세나의 압사드 비문 중 8행 내용 일부

즉, 후나족을 북인도에서 격퇴하는 데에는 사실 굽타족이 아니라 마우카리 왕 이샤나바르만이 이끄는 군대가 중추적인 역할을 했을 지도 모른다.

### 간다라와 카슈미르로 후퇴(530년대)

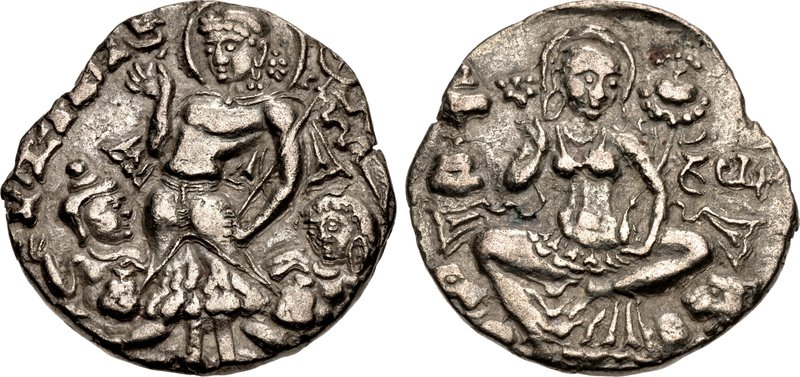
앞면: 두 명의 인물 위에 서있는 프라바라세나 왕.
뒷면: 사자 위에 앉아 있는 여신. 아마도 그들 전설 상의 여신인 키다라로 추정된다.
미히라쿨라의 후계자이자 스리나가르의 건립자로 추정되는 스리 프라바라세나의 동전.

알혼 훈족은 토라마나의 아들로 추정되는 스리 프라바라세나(재위 530~590년)의 통치 하에 인도 북서부의 간다라와 카슈미르 지역에 정착했다. 그의 치세는 아마도 서기 530년경부터 약 60년간 지속되었을 것이다. 12세기 인도 문헌인 『Rājataraṅgiṇī』에 따르면, 프라바라세나는 그 지역에 프라바라푸라(또는 프라바라세나푸라)라는 새로운 수도를 조영했다. 지형적인 세부 사항을 고려했을 때, 프라바라푸라는 오늘날의 도시 스리나가르일지도 모른다. 그는 또한 '프라바레샤'라는 이름의 사원을 건설했다.
프라바라세나는 아마도 시바교도인 고카르나라는 왕에 의해 계승되었고, 그 다음에는 그의 아들 토라마나 2세(나렌드라디티야 킹길라)에 의해 계승되었을 것이다. 토라마나 2세의 아들은 그의 후계자인 유디시티라이며, 알혼 훈족의 마지막 왕이었다. 『Rājataraṅgiṇī』에 따르면 유디시티라는 아마도 약 40년 동안 통치했지만, 서기 625년경에 카르코타 왕조의 건국자인 두르바르다나의 아들 프라타파디티야에 의해 퇴위되었다고 한다.

### 알혼 훈족의 카슈미르 후손들
칼하나의 『Rājataraṅgiṇī』에는 알혼을 자칭한 여러 통치자들이 등장한다. 비록 연대가 많이 불분명하고 부족하기는 하지만, 이 통치자들의 이름 중 몇몇, 특히 소위 카슈미르의 고난다 왕조에 속하는 인물들은 카슈미르에서 발굴된 7세기 무렵의 동전으로 그 존재가 입증되었다. 그들은 아마도 카슈미르에 잔존해 있던 알혼 훈족의 후손일 가능성이 매우 높다.

### 카불로의 후퇴와 네자크 훈족의 이주

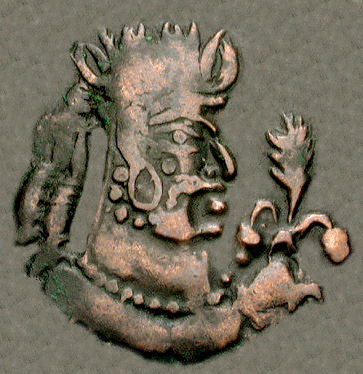
동전에 새겨진 토라마나 2세의 초상화.

서기 6세기 말, 알혼 족은 카슈미르와 펀자브, 간다라 지역에서 최종적으로 철수했고, 토라마나 2세의 지도 아래 카이베르 고개를 넘어 서쪽으로 이동하여 카불에 재정착했다. 그곳에서 발견된 알혼 주화에 네자크 훈족 양식의 초상화가 발견됨으로써 그들이 네자크 훈족과 동화되고 있었음을 알 수 있다. 한편 네자크 훈족이 발행한 주화에는 알혼 탐가가 새겨져 있었다.

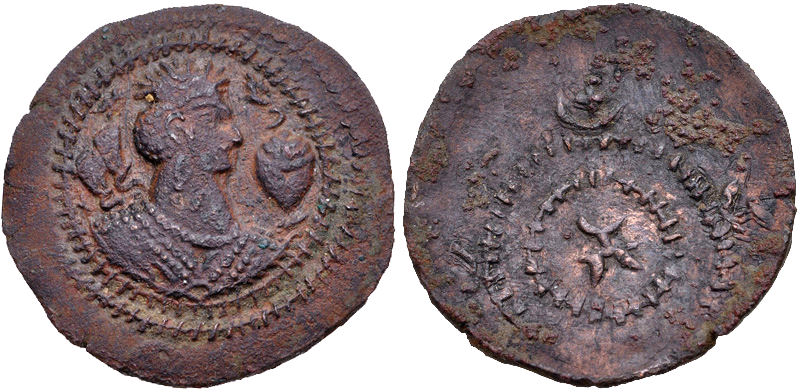
알혼 훈족과 네자크 훈족의 양식이 동시에 나타나는 희귀한 동전. 앞면에는 네자크 훈족 양식의 초상화가, 뒷면에는 이중 테두리로 둘러싸인 알혼 훈족의 탐가가 있다.

7세기 동안, 굽타 제국의 소멸 이후 수많은 인도 북부의 군소 세력들과 후나인들 사이에 지속적인 충돌 및 군사적 마찰이 있었다. 예를 들어 인도 북부 타네사르의 통치자이자 바르다나 왕조의 왕이며, 하르샤 왕의 아버지였던 프라바카라 바르다나는 '후나 사슴에게는 사자, 인더스 지역의 왕에게는 불타는 열병'이었다고 전해진다. 이는 프라바카라 바르다나가 후나족과 인더스 왕국들에게 여러 차례 승리를 거두었음을 암시할 수도 있다.
북인도의 알혼 훈족은 서기 557~565년, 즉 그들 북부의 에프탈 제국이 사산 제국과 제1차 돌궐 카간국 연합군에 의해 패배하고 멸망할 무렵에 같이 급격히 쇠퇴했다. 쿠탈과 간다라, 카피사같은 몇몇 지역들은 알혼-에프탈계 왕들(예를 들어 토라마나 2세)의 통치 하에서 독립적인 제후국으로 남아있었지만, 625년경에 토하라 야브구를 설립하고 팽창하는 서돌궐 카간국에 의해 점령되었다. 마침내, 670년 경에 네자크-알혼 족은 튀르크 샤히 왕조로 대체되었다.

## 종교

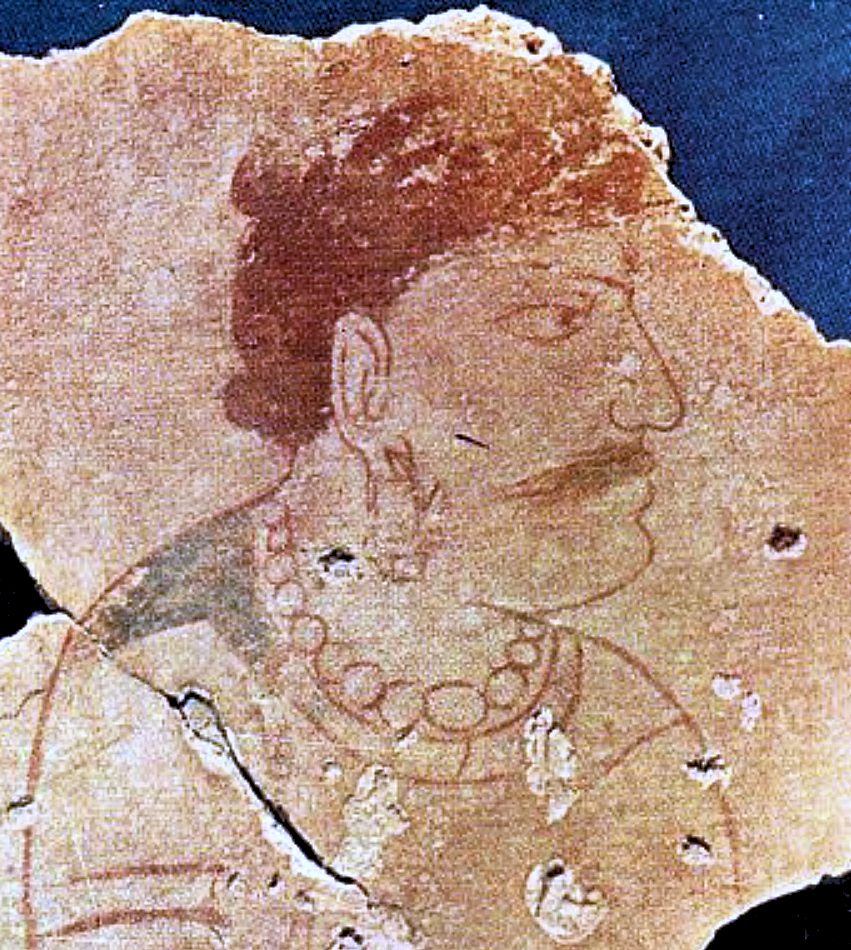
파키스탄 북부의 붓카라 스투파 중 4번째 지층에서 발견된 미술품. 아마도 이 인물은 알혼 훈족이거나, 아니면 알혼 훈족의 숭배자였을 것이다.

알혼 훈족의 인도 아대륙 침공이 본격적으로 시작되기 전인 서기 492~493년 사이에 제작된 탈라간 동판 명문에는, 알혼 훈족의 4대 왕(킹길라, 토라마나, 자부카, 메하마)가 스투파를 건축하고 불교에 기여한 인물로 언급되어 있다. 이 명문이 제작된 시기는 알혼 훈족이 인도 북서부의 불교 학문 중심지였던 탁실라를 장악했던 시기와 일치한다. 한편 수많은 알혼 양식의 동전들이 '하다(Haḍḍa)' 불교 유적지의 '토페 칼란(Tope Kalān)'이라는 스투파에서 발견되었다.
알혼인 또는 알혼 족 숭배자로 추정되는 인물이 그려진 벽화는 붓카라 스투파 유적지 중 4번째 지층에서 볼 수 있다. 이 그림의 연대는 서기 5세기로 거슬러 올라가는데, 학자들은 아마도 알혼 훈족이 이 지역에서 융성한 불교 문화의 기여자이자 후원자이며, 참여자일 수 있다고 제안한다.

### 불교 박해
그러나 이후 알혼 훈족의 불교에 대한 태도는 완전히 정반대로 바뀌어, 대단히 부정적으로 변했다. 특히 몇몇 불교 기록들은 알혼 왕 미히라쿨라가 파키스탄 북부의 간다라 지역에서 불교 탄압을 자행했으며, 그를 '불교에 대한 끔찍한 박해자'라고 기록했다. 그의 통치 기간 동안 간다라 전역에 있었던 천 개가 넘는 불교 수도원들이 파괴되었다고 한다. 특히 630년 인도를 방문한 현장의 글에서는 미히라쿨라과 불교 유적지의 파괴와 승려들의 추방을 명령했다고 기록되어 있다.
왕(미히라쿨라)은 국사가 잠시 한가해지자 부처님의 법을 배우고자 하여, 스님들 가운데 덕이 높은 인물을 천거하도록 하였다. 그러자 여러 승도들은 감히 왕의 명을 따르지 않았다. 이들은 욕심이 적고 무위(無爲)를 행하였으며, 입신출세를 원하지 않았던 것이지만, 박학하고 고명한 자들 중에는 왕의 위엄을 두려워하는 자도 있었다. 이때 예전에 왕가의 종이었던 자가 있었는데, 출가한 지 이미 오래였으나, 그의 논리가 청아하고 말은 의미가 풍부하고 명민하였으므로, 대중들이 함께 그를 천거하고는 왕의 명을 따르기로 하였다.
왕이 말하였다.
“내가 부처님의 법을 존경하여 멀리 빼어난 스님을 찾았는데, 대중들이 이런 노예를 천거하여 나와 담론하게 하는구나. 무릇 승중(僧中)이라 하면 현명한 자가 어깨를 나란히 할 만큼 많이 있는 줄 알았다. 그런데 지금에 와서 이것을 보니 어찌 존경할 수 있겠느냐?”
그리고는 5인도국에 명을 내려 부처님의 법을 잇는 것은 모조리 멸하게 하였고, 승도들을 쫓아내어 더 이상 남아있지 못하게 하였다...(중략)
세월이 흐르자 그는 마을 사람들을 거느리고 가습미라왕을 교살한 뒤에, 스스로 왕위에 올랐다. 그리고 그 승리의 위력을 몰아서 서쪽으로 진군하여, 건타라국(健馱邏國)을 토벌하였다. 그는 군사와 무기를 숨겨서 마침내 그 나라의 왕을 죽인 뒤, 나라의 왕족과 대신들도 모두 주살하여 멸망시켰다. 그리고 탑을 무너뜨리고 무려 1천 6백여 곳의 승가람을 파괴하였다. 죽은 병사 외에도 9억의 사람이 살아 있었는데, 이들도 모두 죽여 한 명이라도 남겨 놓지 않으려고 하였다...(중략)
왕이 말하였다.
“너희는 불법을 믿고 명복(冥福)을 높이 숭상하였다. 불과(佛果)를 이루는 이야기들이 등장하는 본생담(本生譚)을 본떠서 나의 악업을 미래세에 전하려고 하는가? 너희는 자리로 돌아가 다시는 말을 꺼내지 않는 것이 좋으리라.”

機務餘閑, 欲習佛法, 令於僧中推一俊德。時諸僧徒莫敢應命, 少欲無爲, 不求聞達, 博學高明, 有懼威嚴。是時王家舊僮, 染衣已久, 辭論淸雅, 言談贍敏, 衆共推擧, 而以應命。

王曰：“我敬佛法, 遠訪名僧, 衆推此隸, 與我談論。常謂僧中, 賢明肩比, 以今知之, 夫何敬哉？”

於是宣令五印度國, 繼是佛法竝皆毀滅, 僧徒斥逐無復孑遺[...]

歲月旣淹, 率其邑人, 矯殺迦濕彌羅王而自尊立。乘其戰勝之威, 西討健馱邏國, 潛兵伏甲，遂殺其王, 國族大臣, 誅鋤殄滅。毀窣堵波, 廢僧伽藍, 凡一千六百所。兵殺之外, 餘有九億人, 皆欲誅戮, 無遺噍類[...]

王曰：“汝信佛法, 崇重冥福, 擬成佛果, 廣說本生, 欲傳我惡於未來世乎? 汝宜復位, 勿有再辭。”— 현장,『대당서역기』4권

실제로 간다라의 불교 예술, 특히 그리스 미술 양식과 불교 예술이 혼합된 독특한 고유 기법(간다라 양식/그리스 불교 예술)이 나타나는 유물들은 그 시기를 전후로 점차 소멸된다. 미히라쿨라가 북인도에서 철수한지 약 1세기가 지난 뒤, 인도를 방문한 현장은 이 지역의 불교가 급격하게 쇠퇴했으며 대부분의 불교 수도원들이 인적이 드물거나 폐허가 되었다고 기록했다.
굽타 제국은 전통적으로 힌두 왕조였지만, 알혼 훈족이 침입할 무렵 굽타 황제들은 분명히 불교 또한 선호했던 것으로 보인다. 5~6세기의 승려 파라마르타에 따르면, 미히라쿨라의 적수였던 나라심하굽타는 대승 불교 학자인 바수반두에게 가르침을 받았다고 한다. 현장은 그가 날란다에 '상하라마(Sangharama, 승려 거주 목적의 복합단지)'와 91m 높이의 '비하라(Vihara, 불교 수도원)'을 세웠는데, 이 중 후자는 석가모니가 깨달음을 얻은 인도보리수 나무 아래 세워진 그것과 비슷하며, 안에 부처님 조각상이 있었다고 기록했다. 또한 현장은 나라심하굽타의 아들 바즈라는 '마음에 불교에 대한 확고한 믿음'이 있었다고 언급했다.『대방광보살장문수사리근본의궤경』(Mañjuśrī-mūla-kalpa)에 따르면 나라심하굽타는 이후 불교로 개종하고 승려가 되었으며, 세상을 떠나기 전에 번뇌를 떨치기 위해 명상을 했다고 한다.
12세기의 역사가인 칼하나(कल्हण)는 또한 미히라쿨라의 잔인함과 불교 신앙 박해에 대한 기록을 남겼다.
그의 안에서, 북쪽 지방은 그대로 다른 죽음의 신을 이끌어냈으며, 경쟁심으로 인해 머리를 숙였다...야마(힌두교에서 죽음을 관장하는 신). 사람들은 그의 군대의 손이 닿는 곳에서 죽임을 당하고 있는 사람들을 먹기 위해 앞으로 날아가는 독수리, 까마귀, 그리고 다른 새들을 보고 그의 접근을 알아챘다. 왕실의 베탈라(악마)는 밤낮으로 수천 명의 살해된 사람들에게 둘러싸여 있었고, 심지어 이것은 그가 유흥을 즐길때에도 마찬가지였다. 이 끔찍한 인류의 적은 아이, 여자, 노인에 대한 존경심 따위는 일체 없었다...— 칼하나의 기록 중 일부

### 태양 숭배 신앙, 비슈누 신앙, 시바 신앙

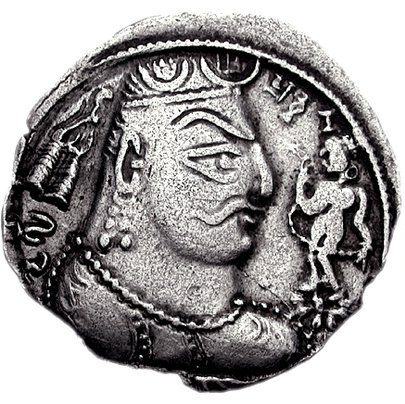
힌두교 여신 락슈미로 추정되는 여성 인물과 함께 묘사되어 있는 알혼 왕 킹길라.

알혼 훈족은 일반적으로 스텝 유목민들이 거의 공통적으로 가지고 있었던 태양 숭배 신앙을 가지고 있었던 것으로 묘사된다. 이는 그들이 주조한 동전 중 몇몇에 태양 상징물이 나타나는 것으로 입증되며, 아마도 인도의 수리야(태양신) 신앙과 결합되었을 수도 있었다.
힌두교에서 부, 재산, 권력, 아름다움, 비옥함과 번영의 여신이자 또한 불교의 고대 여신 중 하나인 락슈미 또한 알혼 훈족의 동전에서 나타나는데, 특히 킹길라와 토라마나의 것에서 더욱 그렇다.
한편 몇몇 기록에 따르면, 미히라쿨라는 인도 신의 파괴적인 힘에 선택적으로 이끌렸을지도 모르지만 시바를 숭배하는 시바교도였다고 한다. 실제로 스리나가르에 있는 샹카라차리야 사원이 미히라쿨라에 의해 축조되었을지도 모른다.
일부 알혼 훈족들은 비슈누 신앙 또한 가지고 있었을 수도 있다.

## 인도에 미친 영향
알혼 훈족의 인도 아대륙 침입은 비록 수십년에 불과했지만, 그들이 자행한 파괴와 신앙 박해, 그리고 일련의 몇몇 행위들은 그 지역에 장기적으로 영향을 미쳤고, 어떤 의미에서는 고전기 인도에 종말을 가져왔다.

### 파괴 행위
인도의 도시 문화는 알혼 훈족의 침입으로 급속히 쇠퇴했다. 이전까지 매우 번영했던 카우샴비나 우자인과 같은 주요 고대 도시가 폐허가 되었고, 비디샤와 마투라 등은 직접적인 파괴를 겪지는 않았지만 그 여파로 인해 몰락하기 시작했다.
수도원의 파괴와 승려들의 살해로 불교는 심각하게 약화되었고, 이전 몇 세기에 걸쳐 진행되던 쇠퇴가 더욱 가속화되었다. 탁실라와 같은 불교 학문의 중심지가 파괴됨으로써 문화적인 퇴보를 가져왔다. 간다라와 마투라의 독자적이고 독특한 예술 양식은 후나족들이 가져온 파괴로 인해 큰 어려움을 겪어야 했고, 미히라쿨라 지배 하에서 두 지역의 미술 양식은 거의 전멸했다. 한편 다샤푸라(만사다우르), 칸야쿠브자(카나우지), 스타니시바라(타네사르), 비야비푸라(발라비), 슈리푸라(시르푸르)와 같은 새로운 도시들이 이러한 파괴로부터 생겨났고, 이후 그 지역의 정치·문화적 중심지로 떠올랐을 수도 있다.

### 정치적 분열
알혼 훈족의 침입은 외부의 침략과 더불어 야소다르만과 같은 지역 통치자들의 부상으로 이미 쇠퇴하던 굽타 제국을 완전히 끝장냈다. 그들의 침략 직후 북인도는 일대 혼란에 빠졌고, 굽타 제국의 붕괴 이후 수많은 군소 인도 세력들이 등장했는데, 특히 아울리카라, 마우카리, 마이트라카, 칼라추리, 바르다나 등 여러 지역 왕조들이 이 시기에 두각을 나타내기 시작했다.
훈족의 침입이 막을 내린 이후, 인도의 몇몇 정치집단들은 마우카리 왕조가 중앙아시아의 여러 부족들 및 사산 제국과 직접적인 접촉을 맺는 것을 보았고, 곧 그들도 그렇게 했다. 카나우지의 마우카리 왕 샤르바바르만은 560~579년 사이에 호스로 1세의 사산 제국 궁정에 체스 게임을 도입했다고 한다.

### 시바파의 부상
굽타 제국의 강력한 후원을 받았던 비슈누파는 제국의 쇠퇴와 궁극적인 실패로 인해 민중들에게 불신받게 되었고, 새로 등장한 모든 지역 왕조들은 미히라쿨라 치하의 알혼 훈족과 마찬가지로 시바파를 채택하여 시바 숭배와 그 이념의 발전에 강력한 추진제가 되어주었다. 비슈누파는 후나족의 영향을 받지 않은 나머지 지역(남인도, 카슈미르)에서만 명맥을 이어갈 수 있었다.

### 대외 무역
알혼 훈족의 침입은 굽타 제국에게 막대한 이익을 안겨주던 유럽과 중앙아시아와의 대외 무역, 특히 인도-로마 무역 관계에 심각한 손상을 입혔다. 굽타는 나시크, 파이탄, 파탈리푸트라 및 바라나시와 같은 일부 무역 중심지에서 실크, 가죽 제품, 모피, 철 제품, 상아, 진주 및 후추와 같은 수많은 고급 제품을 수출하고 있었다. 후나족의 침공은 아마도 이러한 무역 관계와 그에 따른 세수를 방해했을 것이다.

## 예술적 혼합주의: '인도 미술에서 유목민적 양식의 막간'

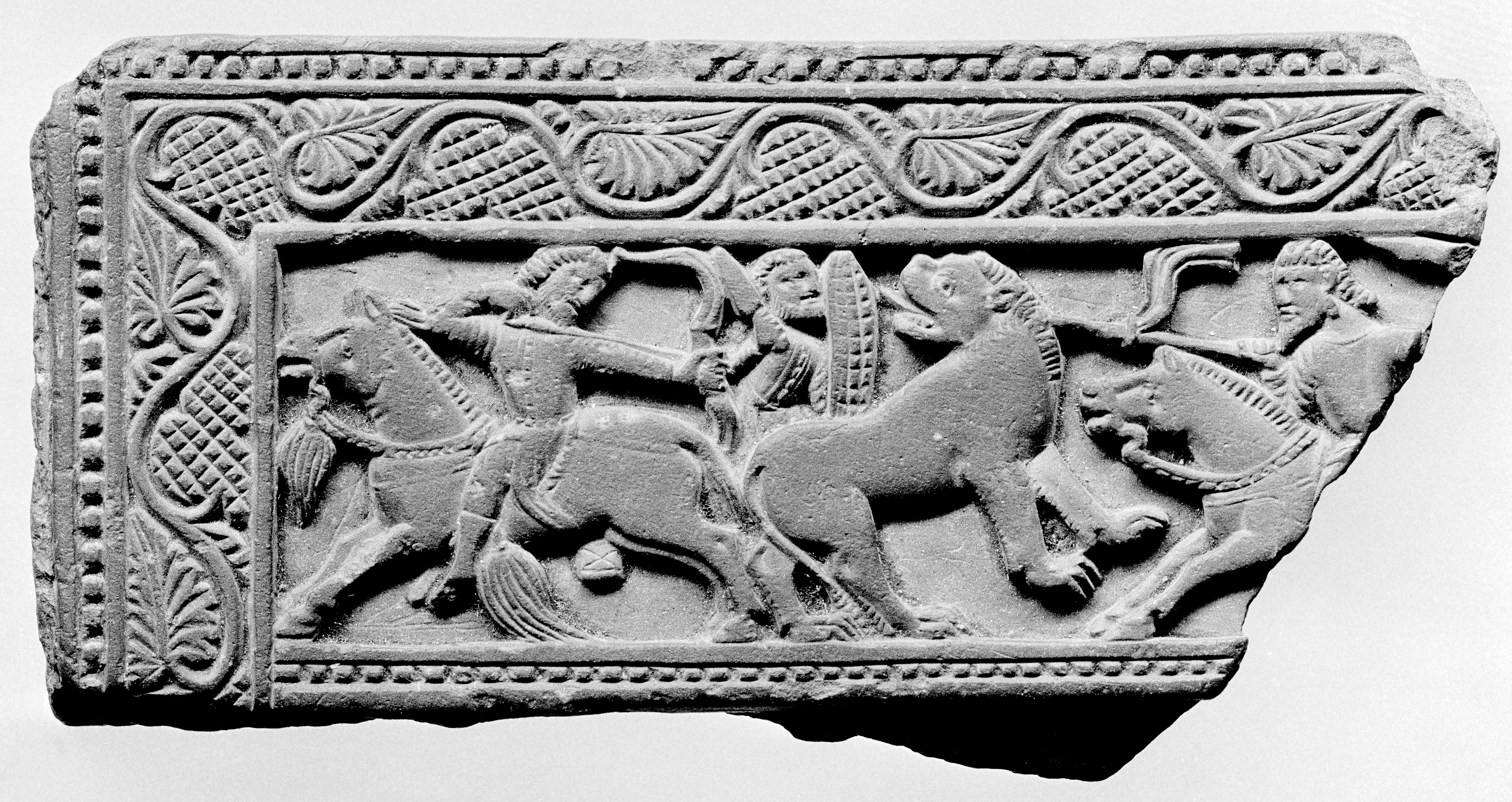
간다라에서 발견된, 사냥 장면이 조각되어 있는 뚜껑 장식 조각. 서기 5~6세기 사이에 제작.

인도에서의 알혼 훈족의 발전은, 5~6세기 동안 그들이 간다라에서 굽타 제국·사산 제국의 양식, 그리고 그들 고유의 영감과 주제를 결합하여 일종의 혼합 예술을 육성함으로써 절정에 달했다. 특히 가장 눈에 띄는 것은 간다라에서 발견된 뚜껑 장식 유형의 미술품인데, 그들 궁정의 모습이나 동물을 사냥하는 장면을 보여주고 있다. 이것은 아마도 굽타 양식과 혼합된 것일수도 있다.

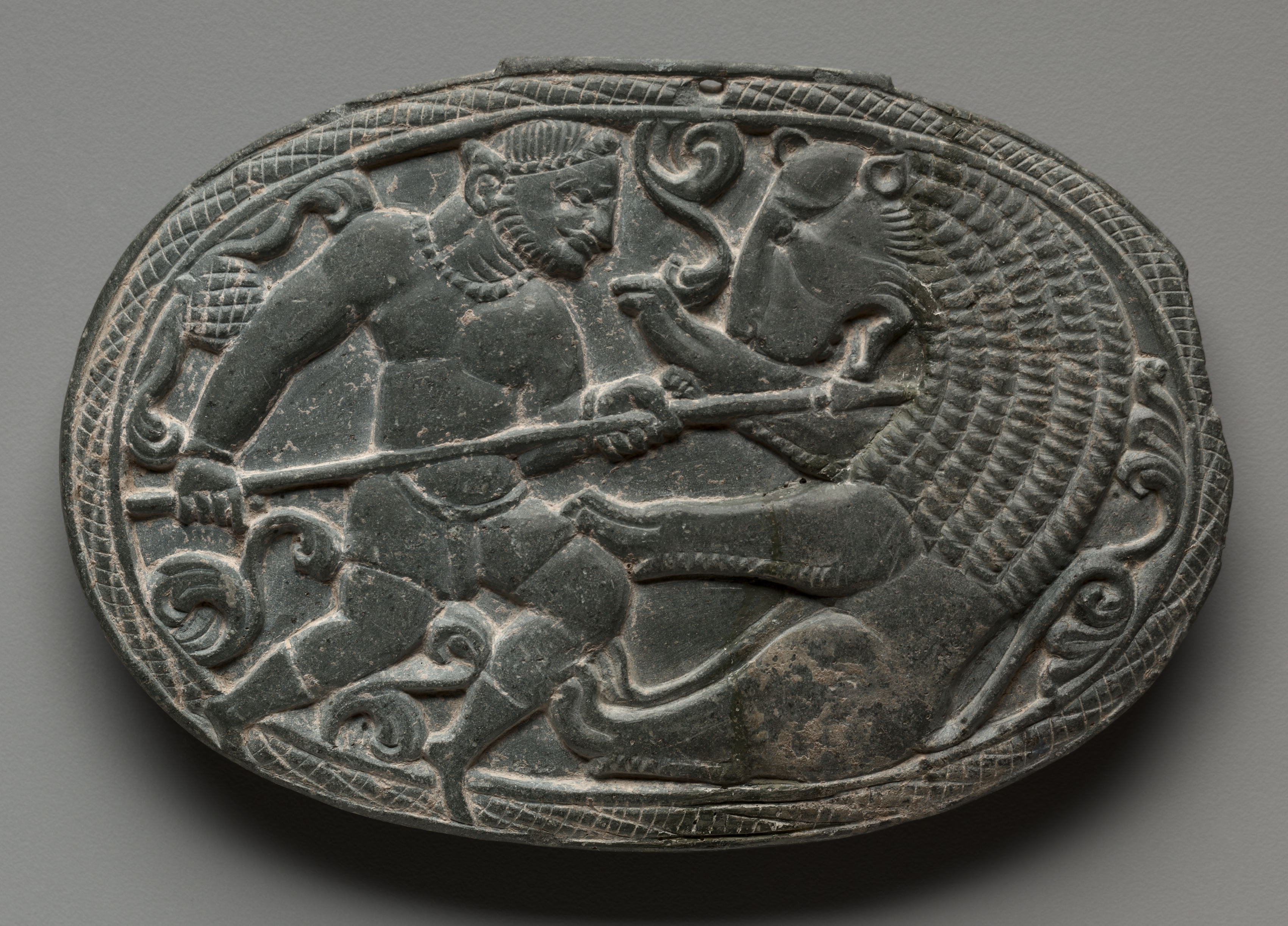
사람과 사자가 싸우는 모습을 묘사한 뚜껑 조각. 클리블랜드 미술관 소장.
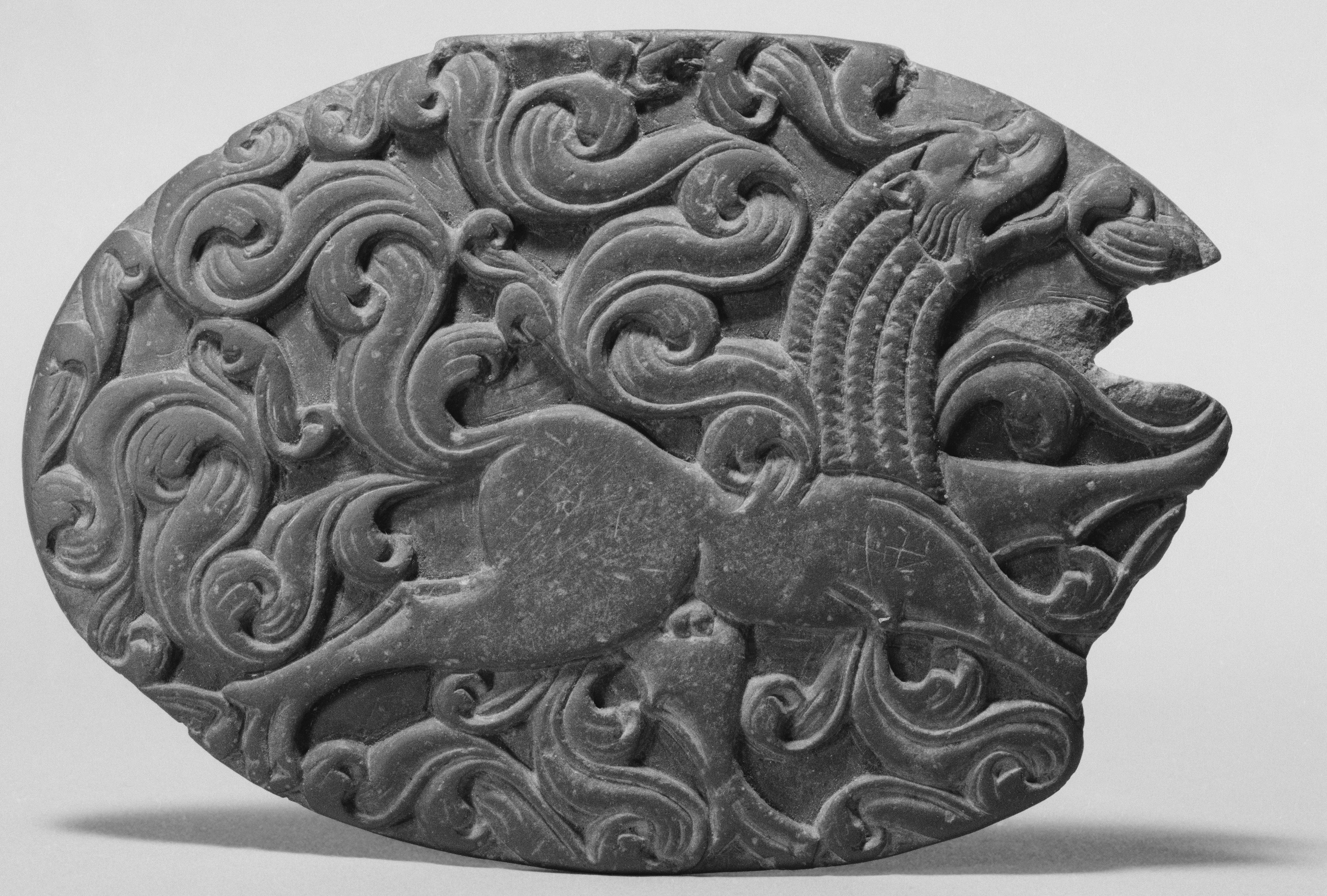
간다라에서 발견된, 날개가 달린 사자가 새겨져 있는 상자 뚜껑. 서기 5세기 무렵에 제작.
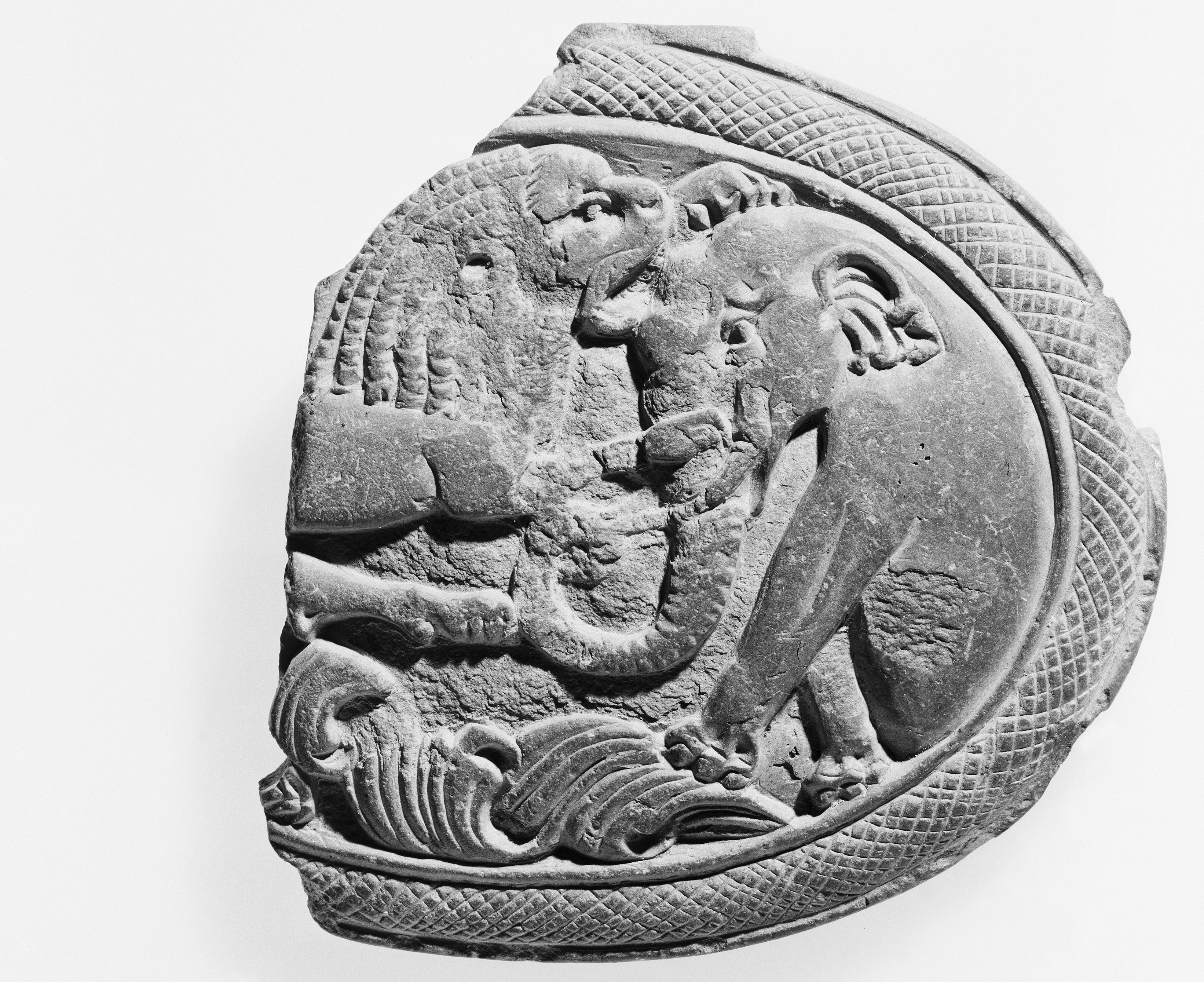
간다라에서 발견된, 사자가 코끼리를 공격하는 모습을 묘사한 상자 뚜껑. 서기 5세기 무렵에 제작.
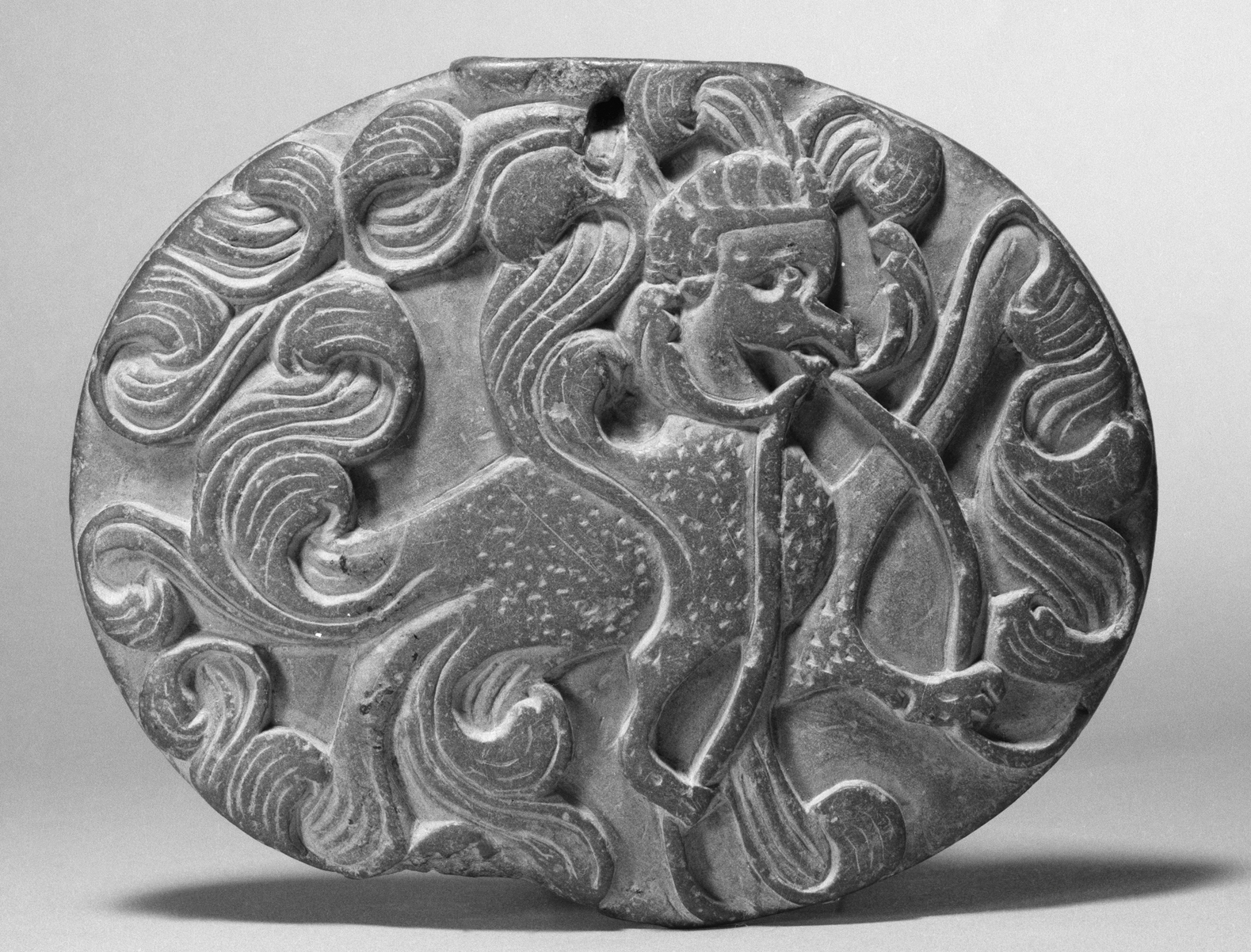
봉황이 새겨져 있는 상자 뚜껑. 서기 5세기 무렵에 제작.

### 칠레크 은그릇
사마르칸트 지역에서 알혼 훈족과 관련된 여러 은그릇들이 발견되었는데, 그 중에는 '에프탈 양식 예술의 가장 잘 알려진 표본'으로 여겨지고 '에프탈 은그릇'과 구성이 유사한 '칠레크 은그릇(Chilek sliverbowl)'이 있다. 알몸에다가 페르시아식 리본 머리장식과 짧은 머리스타일을 한 6명의 무희들은 은그릇에서 인도식의 뾰족한 아치 아래 위치하는데, 이것은 굽타 양식의 예술품에서 영감을 받은 것으로 보인다.
이 은그릇은 알혼 훈족이 제작한 것으로 여겨지지만, 알혼 훈족의 주문으로 인도인들이 제작했을 가능성 또한 있다. 오늘날에는 사마르칸트 박물관이 소장하고 있다.
한편, 칠레크 은그릇 밑부분에 있는 인물은 알혼 훈족의 풍습 중 하나였던 인공 두개골 변형에 따른 길쭉한 머리가 나타난다.

## 동전(6~12세기)
서기 500년경 알혼 훈족이 인도 북부와 중부를 침입했을 때, 그들은 사산 제국의 동전을 모방하여 그들만의 동전을 여럿 주조했는데, 차이점은 그들은 뒷면에 신하들과 '신성한 불'을 새겼다는 것이다. 아마도 그들은 동전을 주조하는 과정에서, 동전의 거푸집이나 도안 등을 인도 북서부의 점령지로 옮겼을 것이다. 이러한 종류의 동전들은 오늘날 '인도-사산 동전'이라고 불리는데, 이것은 서기 12세기까지 퇴화된 형태로 갠지스강 유역에 남아있었다.

## 후손

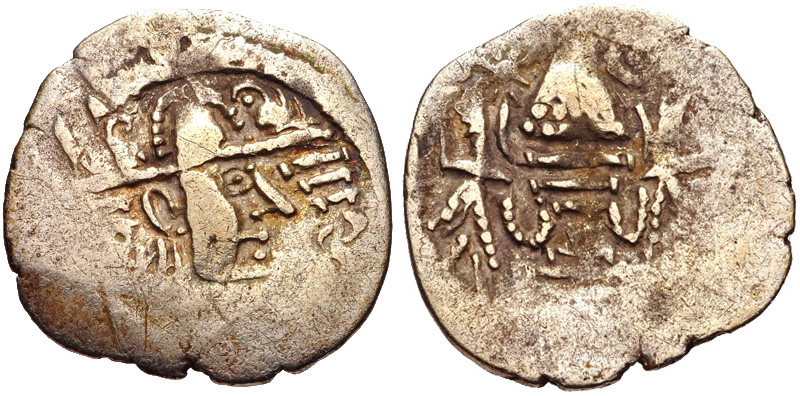
신드 지역에 발견된 구르자라 연맹의 동전. 사산 황제 페로즈 1세의 동전을 모방한 것이다. 서기 570~712년 사이에 주조됨.

구르자라족, 또는 구르자라-프라티하라는 후나족이 해당 지역을 침공한 직후인 서기 6세기경에 갑자기 북인도에서 주요 정치 세력으로 부상했다. 구르자라-프라티하라족은 알혼 훈족("백훈족")과 토착 인도인들과의 융합으로 형성되었을 것으로 보이며, 정확한 기원은 불분명하지만 때때로 훈족 국가로 간주될 수 있다. 7세기의 인도 학자 바나바하타(बाणभट्ट)의 『하리샤차리타』에 따르면,  구르자라족은 후나족과 관련이 있다고 한다.
후나족 중 일부는 또한 호전적인 라지푸트족의 형성에 기여했을 수도 있다.

## 문헌에서의 언급
고대 문헌들은 알혼 훈족과 관련된 집단들을 뭉뚱그려 하나로 묶어, 인도에서는 '후나족(Hūṇā)', 그리스에서는 '시온인(Xionite)' 등과 같이 다양한 이름으로 모호하게 언급했다. 현장은 알혼 훈족의 후기 역사를 기록했다.
현대 고고학의 발전은 알혼 훈족의 역사에 대한 귀중한 통찰력을 제공했다. 알혼 제국의 왕 목록과 같은 가장 중요한 사료들은 1967년 로버트 괴블이 이름붙인 이란 훈족의 동전을 분석하면서 함께 등장했다. 이들은 킹길라를 시작으로 알혼 왕들의 이름과 일부 연대기를 기록했다. 2012년, 오스트리아 빈의 쿤스트히스토리체스 박물관은 2021년 2월 17일 이전 발견물들의 재분석을 완료했으며, 아프가니스탄 내전과 함께 고미술품 시장에 등장한 수많은 동전과 함께 알혼 훈족과 관련 민족의 연대 및 이야기를 재정립했다.

### 탈라간 구리 두루마리

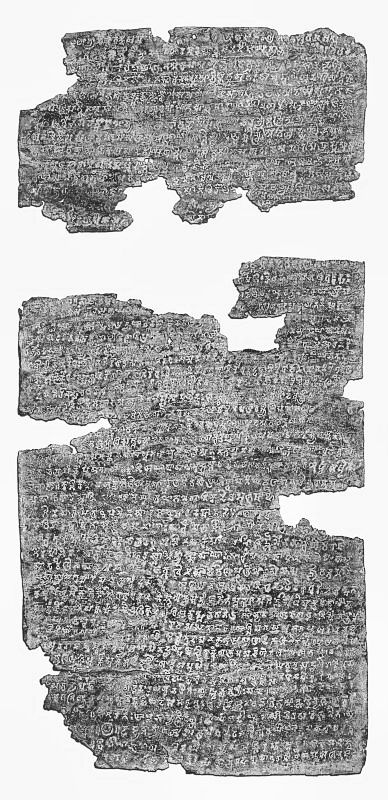
탈라간 구리 두루마리의 모습.

2006년, 구드룬 멜저(Gudrun Melzer)와 로어 샌더(Lore Sander)가 알혼의 4대 왕인 킹길라, 토라마나, 자부카, 메하마의 이름과 함께 492~493년 사이에 제작된 것으로 추정되는 '탈라간 구리 두루마리(Talagan copper scroll)'을 발표하면서 알혼 훈족의 역사에 대한 여러 기록과 우리의 이해에 큰 기여를 했다. 한편 당시 알혼 훈족을 통치하던 메하마는 불교 암각화에 나타나기도 했다.

## 통치자 목록
- 이름이 불분명한 왕들(400~430년)

- 킹길라(430~490)

- 자부카/자보초(5세기 중반~6세기 초반)

- 메하마(461~493년)

- 라카나 유다야디티야(490년 무렵)

- 아두만

- 토라마나(490~515년)

- 미히라쿨라(515~540년)

- 토라마나 2세(530~570년경)

- 스리 프라바라세나(530~590년경)

- 고카르나(570~590년경)

- 토라마나 2세/나렌드라디티야 킹길라(590~630년)

- 유디시티라(630~670)

## 동전

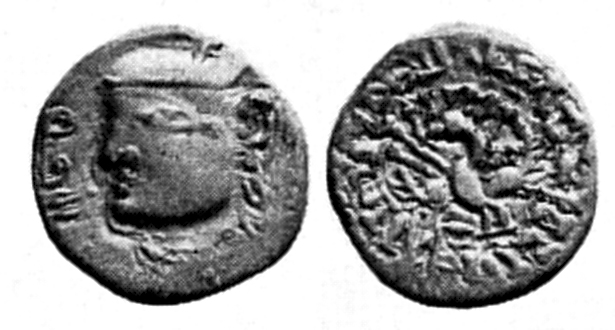
서부 굽타 양식으로 주조된 토라마나의 은화. 뒷면에는 굽타 공작과 브리흐미 문자, 그리고 '52'가 새겨져 있다. 이것은 스칸다굽타의 은화와 매우 유사하다.[37] 오늘날의 모습:.
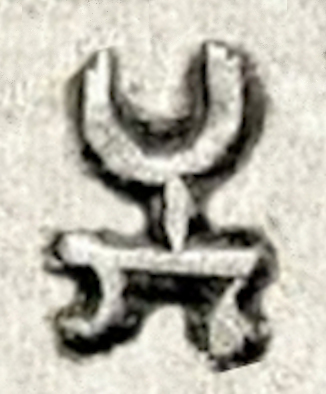
킹길라의 동전에 등장하는 알혼 탐가.
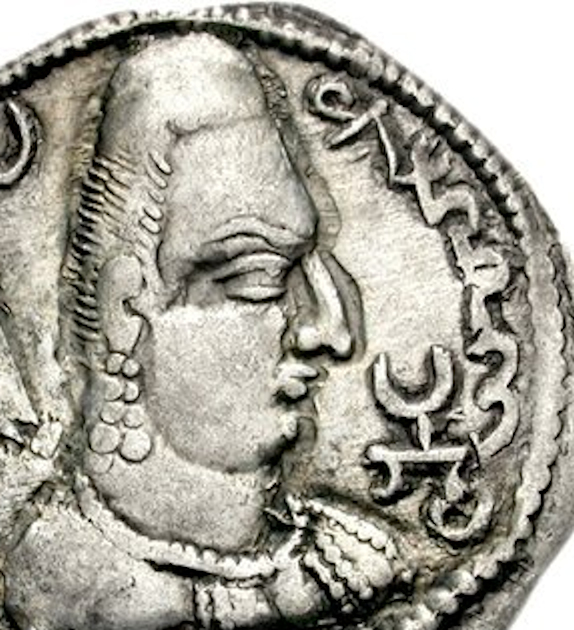
박트리아어 '알호노(αλχονο)'와 알혼 탐가가 등장하는 킹길라의 동전. 그의 초상화가 보인다.
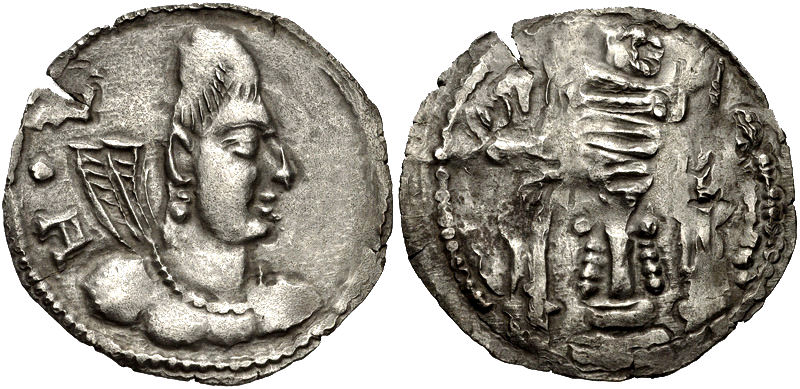
머리 장식이 없는 킹길라(초기 초상화)가 등장하는 은화. 5세기 중후반에 제작됨.[Note 1]
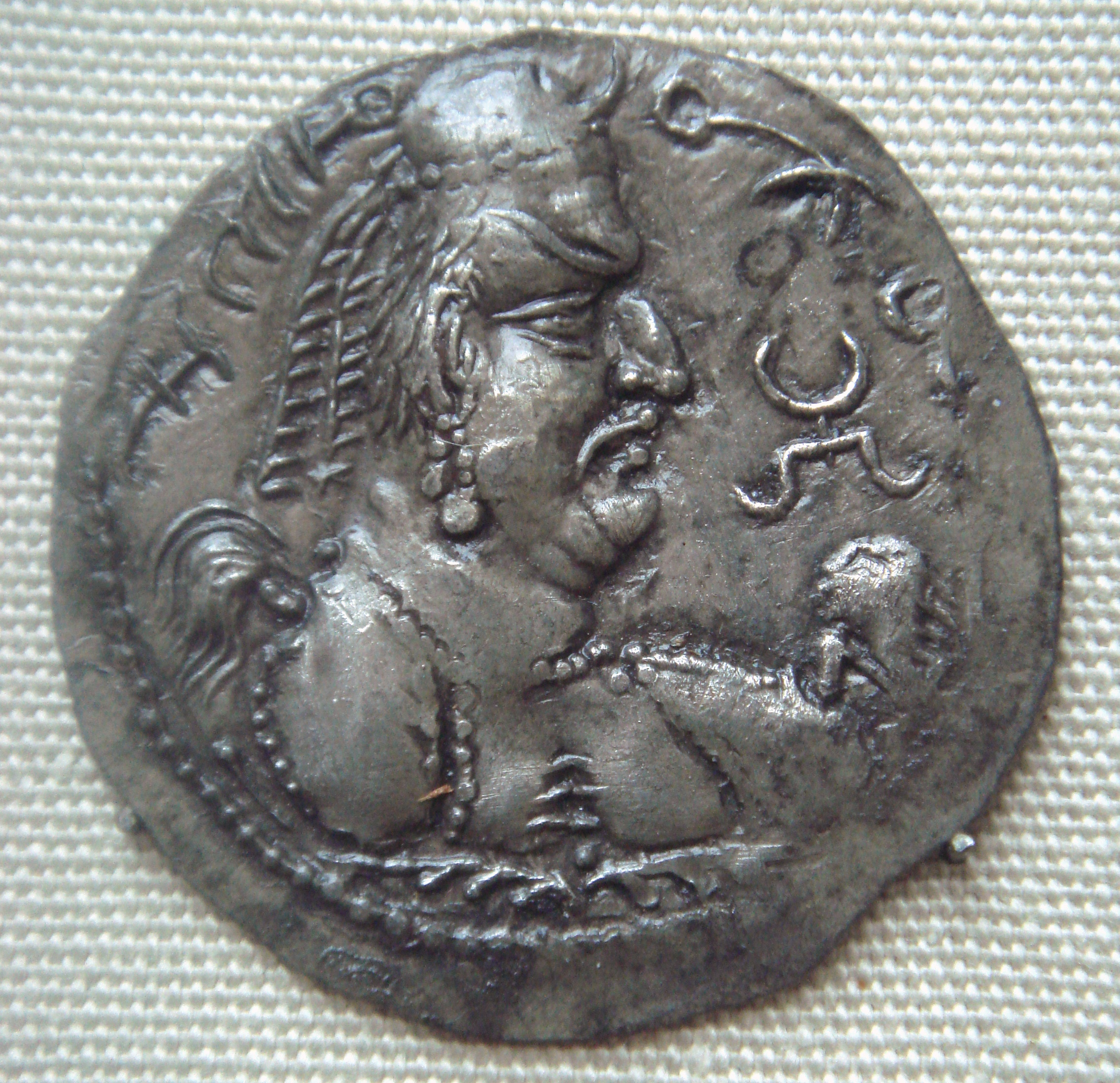
킹길라(후기 추상화)가 등장하는 또 다른 은화. 박트리아어 '히길로 알호노(χιγγιλο αλχοννο)'와 알혼 탐가가 새겨져 있다.[Note 2]
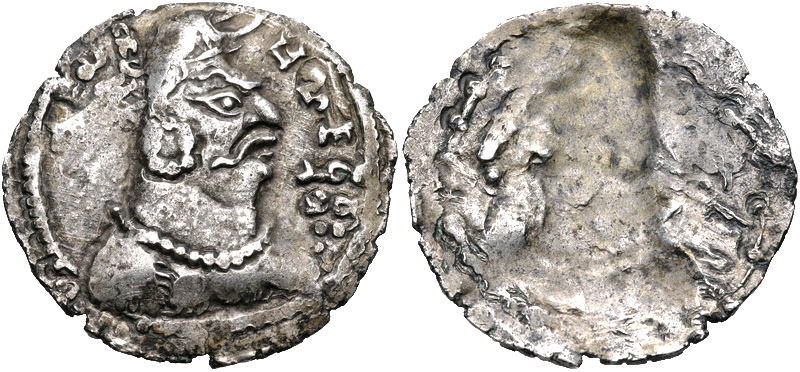
5세기 중후반에 제작된 알혼 왕  자부카의 은화.
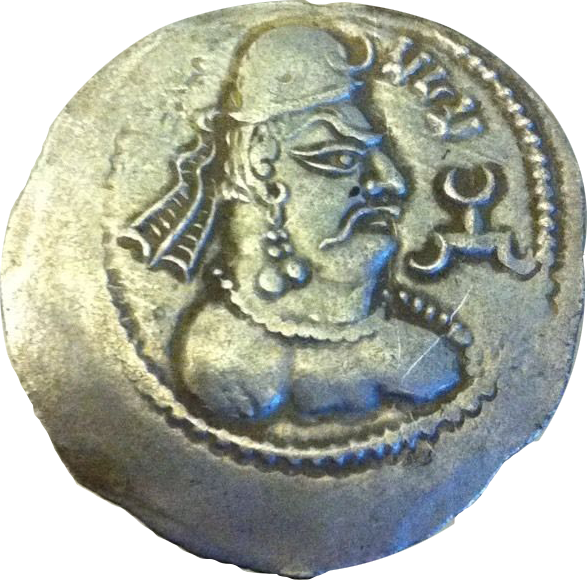
메하마의 은화. 5세기 중후반에 제작됨.
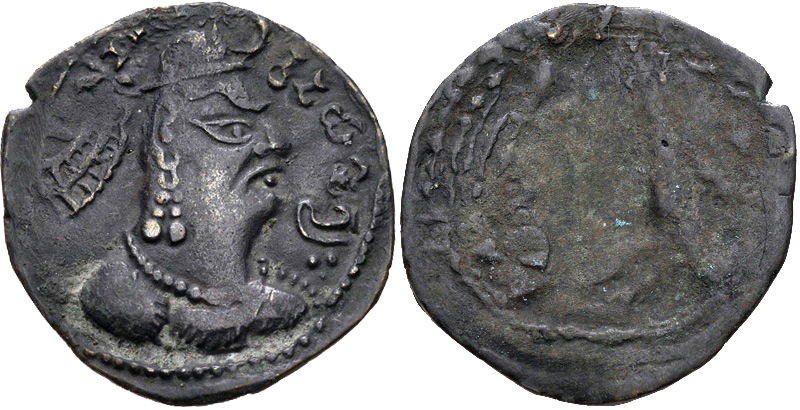
라카나의 은화. 5세기 말~6세기 초에 제작됨.
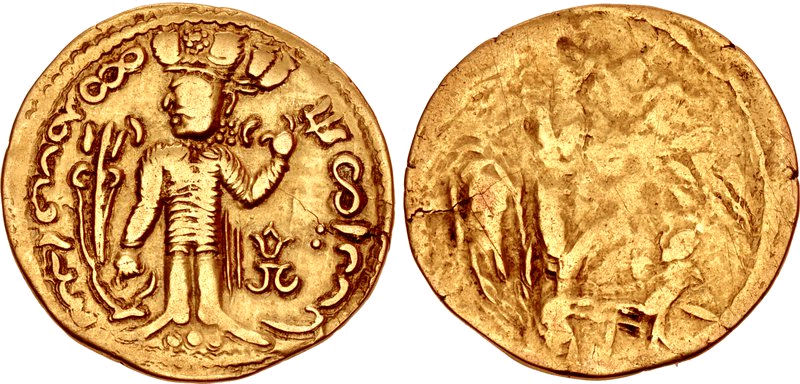
쿠샨-사산 양식으로 주조된 아두만의 금화. 5세기 중후반에 만들어진 것으로 추정.
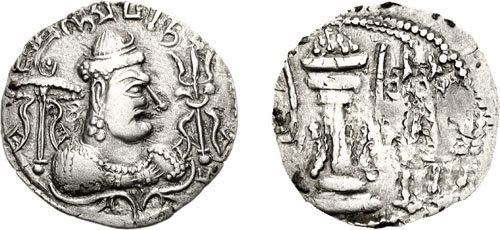
미히라쿨라의 은화. 6세기 초중반에 제작됨.
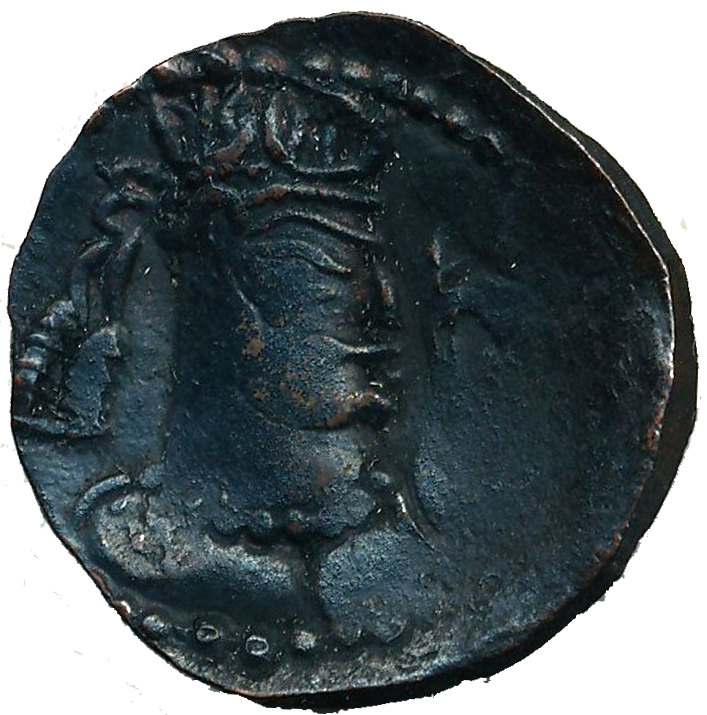
간다라 지역 양식으로 제작된, 삼지창 모양의 왕관을 착용하고 있는 토라마나 2세의 청동화. 6세기 중반에 제작됨.
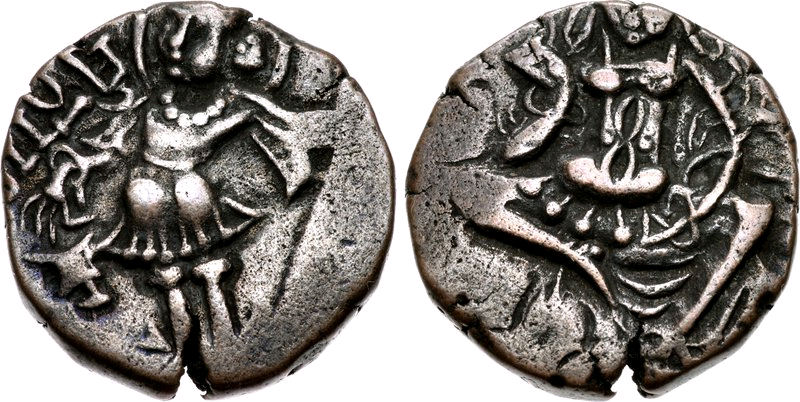
카슈미르 지역 양식으로 제작된 토라마나 2세의 은화. 6세기 중후반에 제작됨.
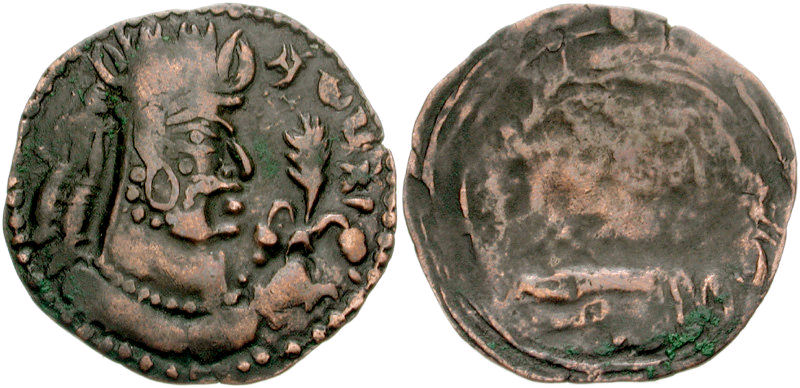
삼지창 모양의 왕관을 착용하고 있는 나라나-나렌다(토라마나 2세로 추정)의 청동화. 6세기 후반에 제작됨.
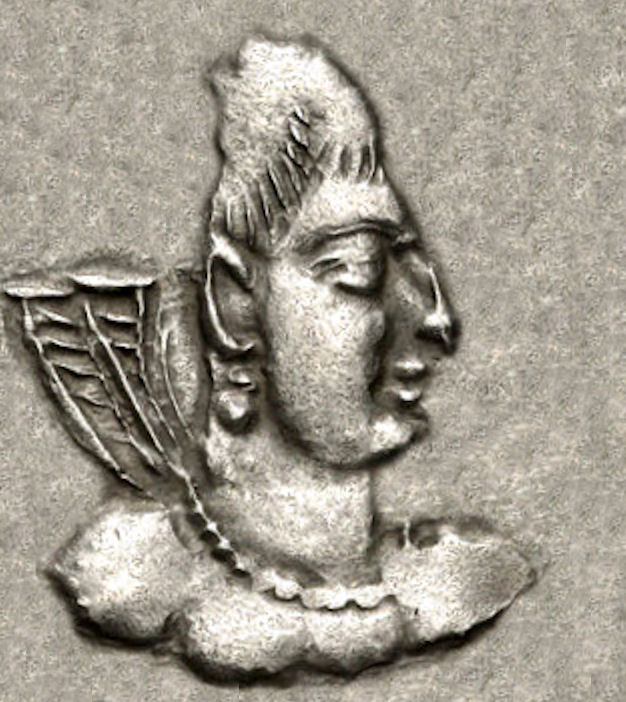
재위 초반에 발행된 킹길라의 은화. 머리 장식이 없으며, 인공 두개골 변형의 산물인 길쭉한 머리가 확인된다.
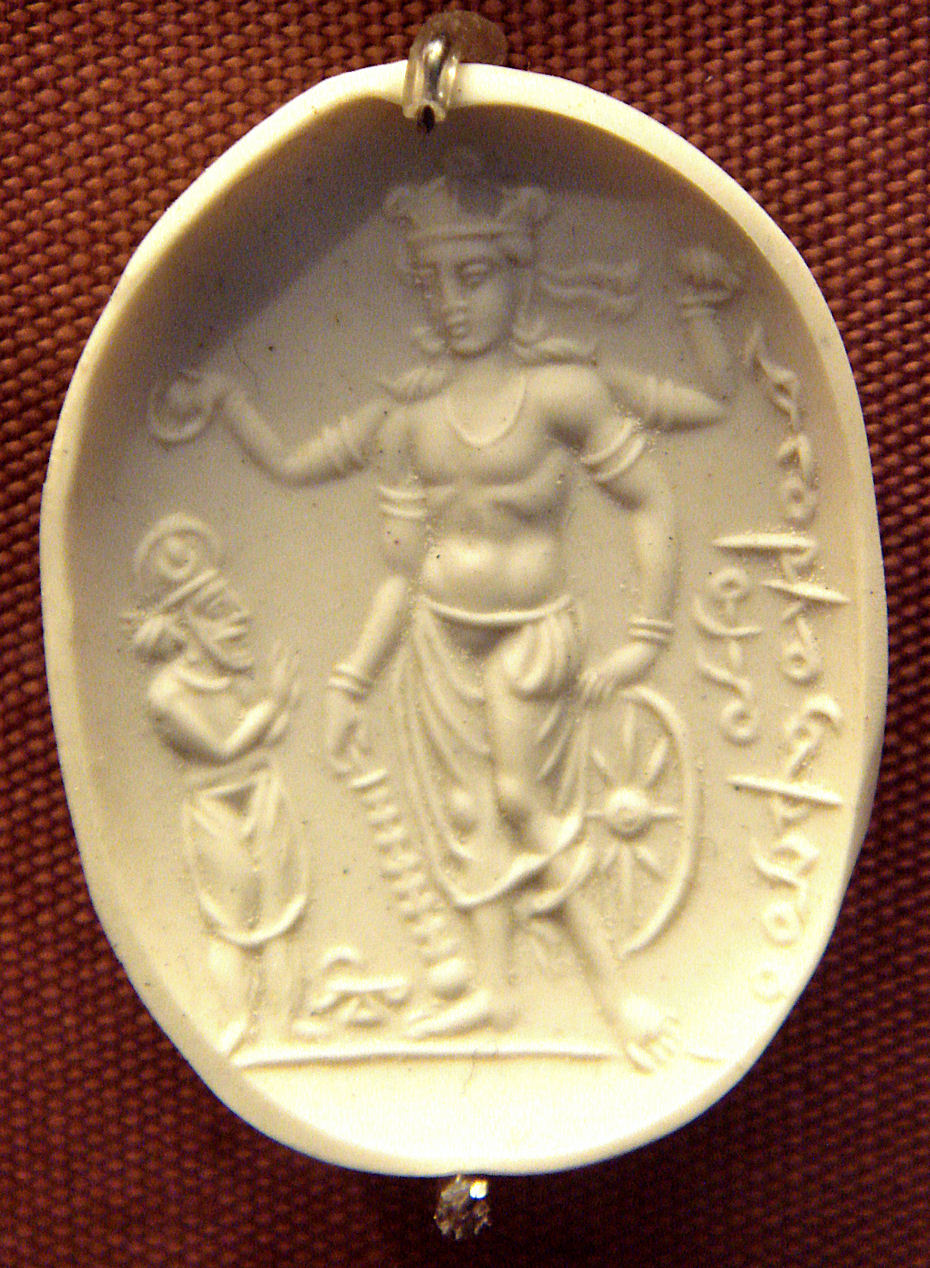
4~6세기 사이에 제작된 '비슈누 니콜로 인장'의 모습. 이 인장에는 왼쪽의 숭배자(아마도 미히라쿨라)와 오른쪽의 비슈누가 함께 등장한다. 박트리아어 필기체로 '미히라, 비슈누, 시바'라고 새겨져 있다. 현재 대영박물관 소장.

### 내용주
1. ↑  For equivalent coin, see CNG Coins
2. ↑  This coin is in the collection of the British Museum. For equivalent coin, see CNG Coins

### 참조주
1. ↑  Bakker 2020.
2. ↑  Schwartzberg, Joseph E. (1978). 《A Historical atlas of South Asia》. Chicago: University of Chicago Press. 25쪽. ISBN 0226742210. 2025년 2월 7일에 원본 문서에서 보존된 문서. 2024년 5월 4일에 확인함.
3. ↑  Schwartzberg, Joseph E. (1978). 《A Historical atlas of South Asia》. Chicago: University of Chicago Press. 145, map XIV.1 (k)쪽. ISBN 0226742210. 2021년 2월 24일에 원본 문서에서 보존된 문서. 2024년 5월 4일에 확인함.
4. 1 2  Rezakhani, Khodadad (2017). 《ReOrienting the Sasanians: East Iran in Late Antiquity》 (영어). Edinburgh University Press. 105–124쪽. ISBN 9781474400305.
5. ↑  "The Alchon Huns....established themselves as overlords of northwestern India, and directly contributed to the downfall of the Guptas" in Neelis, Jason (2010). 《Early Buddhist Transmission and Trade Networks: Mobility and Exchange Within and Beyond the Northwestern Borderlands of South Asia》 (영어). BRILL. 162쪽. ISBN 9789004181595.
6. ↑  , Royal Netherlands Academy of Arts and Sciences |제목=이(가) 없거나 비었음 (도움말)
7. ↑  "Note 8: It is now clear that the Hephtalites were not part of those Huns who conquered the land south of the Hindu-Kush and Sind as well in the early 6th century. In fact, this latter Hunnic group was the one commonly known as Alkhon because of the inscriptions on their coins (Vondrovec, 2008)."
8. ↑  Rezakhani, Khodadad (2021). “From the Kushans to the Western Turks”. 《King of the Seven Climes》 (영어): 207.
9. ↑  Khingila with the word "Alchono" in the Bactrian script (αλχονο) and the Tamgha symbol on his coins CNG Coins.
10. ↑  Alemanny 2000, 346쪽.
11. ↑  “CNG: eAuction 145. HUNNIC TRIBES, Alchon Huns. Khingila. Circa AD 440-490. AR Drachm (30mm, 3.62 g)”. 《www.cngcoins.com》. 2023년 4월 2일에 확인함.
12. ↑  Braarvig, Jens (2000). 《Buddhist Manuscripts》 (영어) Vol.3판. Hermes Pub. 257쪽. ISBN 9788280340061.
13. ↑  Tandon, Pankaj (2013). “Notes on the Evolution of Alchon Coins” (PDF). 《Journal of the Oriental Numismatic Society》 (216): 24–34. 2018년 7월 8일에 확인함.
14. ↑  “CNG: Feature Auction CNG 69. [Medieval] HUNNIC TRIBES, Alchon Huns. Anonymous. Circa 400-440 AD. AR Drachm (3.43 gm, 3h). Imitating Sasanian king Shahpur II. Kabul or Gandhara mint.”. 《www.cngcoins.com》. 2023년 4월 2일에 확인함.
15. ↑  ALRAM, MICHAEL (2014). “From the Sasanians to the Huns New Numismatic Evidence from the Hindu Kush”. 《The Numismatic Chronicle》 174: 274–275. ISSN 0078-2696. JSTOR 44710198.
16. ↑  Gupta, Parmanand (1989). 《Geography from Ancient Indian Coins & Seals》 (영어). Concept Publishing Company. 174–175쪽. ISBN 9788170222484.
17. ↑  《Indian Archaeology 1954–55 A review》 (PDF). 18쪽.
18. ↑  ALRAM, MICHAEL (2003). “Three Hunnic Bullae from Northwest India” (PDF). 《Bulletin of the Asia Institute》 17: 180, Figure 11. ISSN 0890-4464. JSTOR 24049314.
19. ↑  출처: 불교기록문화유산 아카이브 대방광보살장문수사리근본의궤경 https://kabc.dongguk.edu/content/pop_seoji?dataId=ABC_IT_K1138
20. ↑  “Coin Cabinet of the Kunsthistorisches Museum Vienna”. 2019년 11월 1일에 원본 문서에서 보존된 문서. 2017년 7월 23일에 확인함.
21. ↑  Fleet, John Faithfull (1960). 《Inscriptions Of The Early Gupta Kings And Their Successors》. 158–161쪽.
22. ↑  “CNG: Feature Auction Triton XIX. HUNNIC TRIBES, Alchon Huns. Toramana. Circa 490-515. AV Dinar (18mm, 9.53 g, 12h).”. 《www.cngcoins.com》. 2023년 4월 2일에 확인함.
23. ↑  “The Identity of Prakasaditya by Pankaj Tandon, Boston University” (PDF). 2023년 4월 2일에 확인함.
24. ↑  출처: 불교기록문화유산 아카이브 『대당서역기』
25. ↑  The "h" () is an early variant of the Gupta script.
26. ↑  The "h" () is an early variant of the Gupta script. Rev: Dotted border around Fire altar flanked by attendants, a design adopted from Sasanian coinage.
27. ↑  Verma, Thakur Prasad (2018). 《The Imperial Maukharis: History of Imperial Maukharis of Kanauj and Harshavardhana》 (힌디어). Notion Press. 264쪽. ISBN 9781643248813.
28. ↑  Sircar, D. C. (2008). 《Studies in Indian Coins》 (영어). Motilal Banarsidass. 376쪽. ISBN 9788120829732.
29. ↑  Tandon, Pankaj (2013). 《Notes on the Evolution of Alchon Coins Journal of the Oriental Numismatic Society, No. 216, Summer》. Oriental Numismatic Society. 24–34쪽. also Coinindia Alchon Coins (for an exact description of this coin type)
30. ↑  “CNG: eAuction 369. HUNNIC TRIBES, "Alkhan–Nezak Crossover". Circa 580/90–650/80. Æ Hemidrachm (23mm, 3.10 g, 1h).”. 《www.cngcoins.com》. 2023년 4월 2일에 확인함.
31. ↑  de la Vaissiere, Etienne (2007). “A Note on the Schøyen Copper Scroll: Bactrian or Indian?” (PDF). 《Bulletin of the Asia Institute》 21: 127. JSTOR i24047314. 2018년 7월 8일에 확인함.
32. ↑  출처: 불교기록문화유산 아카이브『대당서역기』4권, https://kabc.dongguk.edu/content/view?itemId=ABC_IT&cate=bookName&depth=3&upPath=Z&dataId=ABC_IT_K1065_T_004
33. ↑  GHOSE, MADHUVANTI (2003). “The Impact of the Hun Invasions: A Nomadic Interlude in Indian Art”. 《Bulletin of the Asia Institute》 17: 153, Fig.13. ISSN 0890-4464. JSTOR 24049312.
34. ↑  GHOSE, MADHUVANTI (2003). “The Impact of the Hun Invasions: A Nomadic Interlude in Indian Art”. 《Bulletin of the Asia Institute》 17: 151, Fig.10. ISSN 0890-4464. JSTOR 24049312.
35. ↑  GHOSE, MADHUVANTI (2003). “The Impact of the Hun Invasions: A Nomadic Interlude in Indian Art”. 《Bulletin of the Asia Institute》 17: 150, Fig.9. ISSN 0890-4464. JSTOR 24049312.
36. ↑  GHOSE, MADHUVANTI (2003). “The Impact of the Hun Invasions: A Nomadic Interlude in Indian Art”. 《Bulletin of the Asia Institute》 17: 150, Fig.6. ISSN 0890-4464. JSTOR 24049312.
37. ↑  Smith, Vincent Arthur; Edwardes, S. M. (Stephen Meredyth) (1924). 《The early history of India : from 600 B.C. to the Muhammadan conquest, including the invasion of Alexander the Great》. Oxford : Clarendon Press. Plate 2쪽.
38. ↑  Rezakhani 2017, 199쪽.
39. ↑  CNG Coins